# 月台幕門
月台幕門是捷運站或火車站設置於月台邊緣，以分隔開月台和軌道。1980年代起陸續出現於世界各地的捷運系統，部分則改建以安裝月台門。多數用於新式的亞洲和歐洲地鐵系統上。高度僅有約車身一半的月台門稱為月台閘門。與月台閘門一樣，月台幕門也是無障礙設施之一。

## 名称

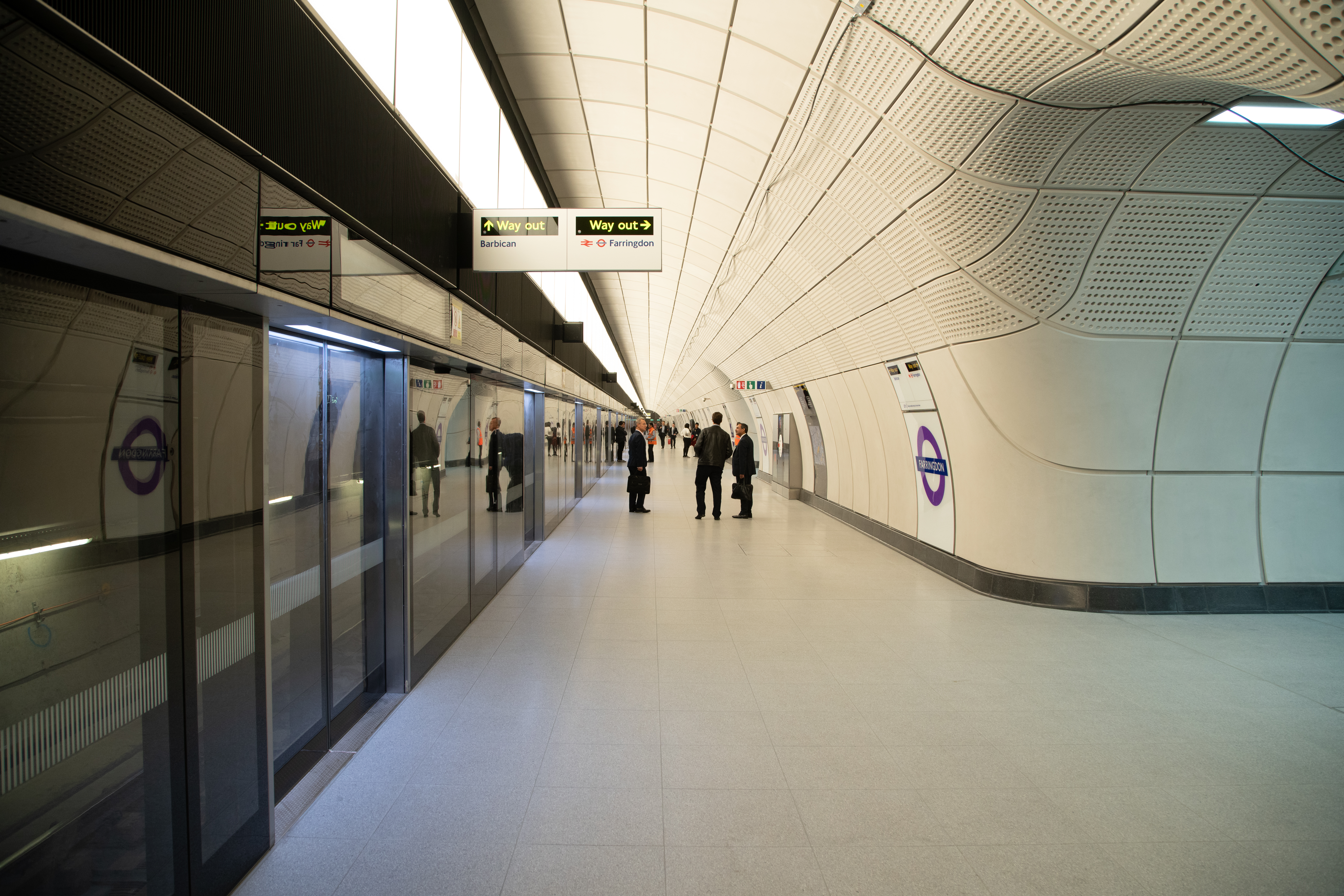
英國橫貫鐵路法靈頓站的月台幕門

高站台门的名称在不同地区及同一地区的不同时期各不相同，具体如下：
- 台湾：門、門
- 中国GB 50157-2013《地铁设计规范》标准：高站台门（未细分）；
- 中国GB/T 33668-2017《地铁安全疏散规范》标准：全高封闭型站台门（门体全高且全封闭）、全高站台门（门体全高但未封闭）；
- 中国旧标准：门、全高安全门；
- 香港：門。
- 澳門：不論全高與否都一律稱為月台幕門。

## 歷史

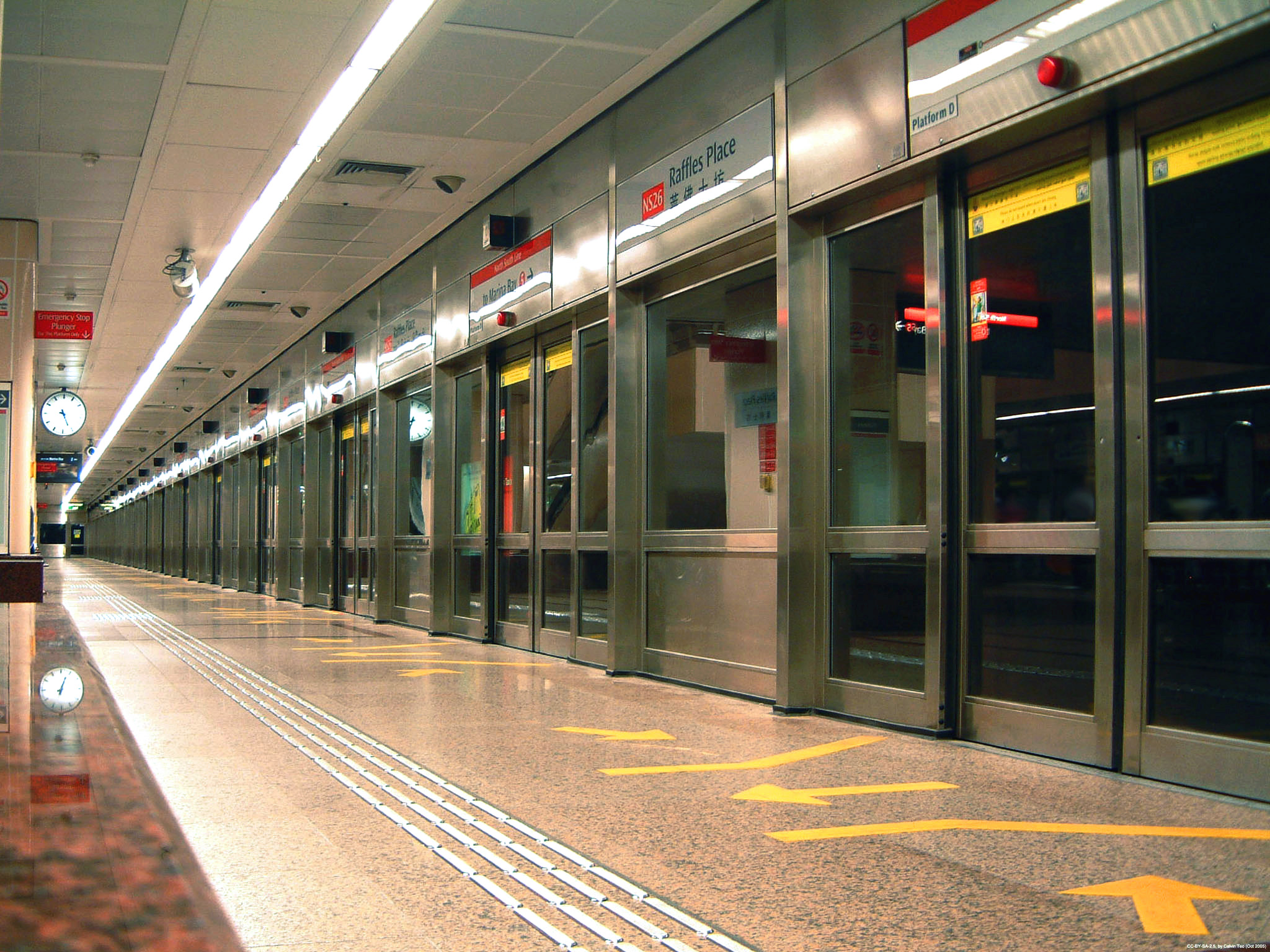
新加坡地鐵是第一個使用玻璃月台幕門的重型鐵路系統。圖中所示的是第一代月台幕門，位於萊佛士坊地鐵站

世界上第一批設置月台幕門的車站是聖彼得堡地鐵的莫斯科-彼得格勒線的首10個車站，在1961至1972年間開放。這些月台「門」實際上是車站牆壁的洞口，支撐月台的天花板。接連島式月台的軌道隧道是以隧道鑽挖機興建。而門體則為不透明的鋼門，因此乘客無法從視覺上觀察列車進站，僅能從列車的走行聲音推測，直至車門及鋼門開啟為止。

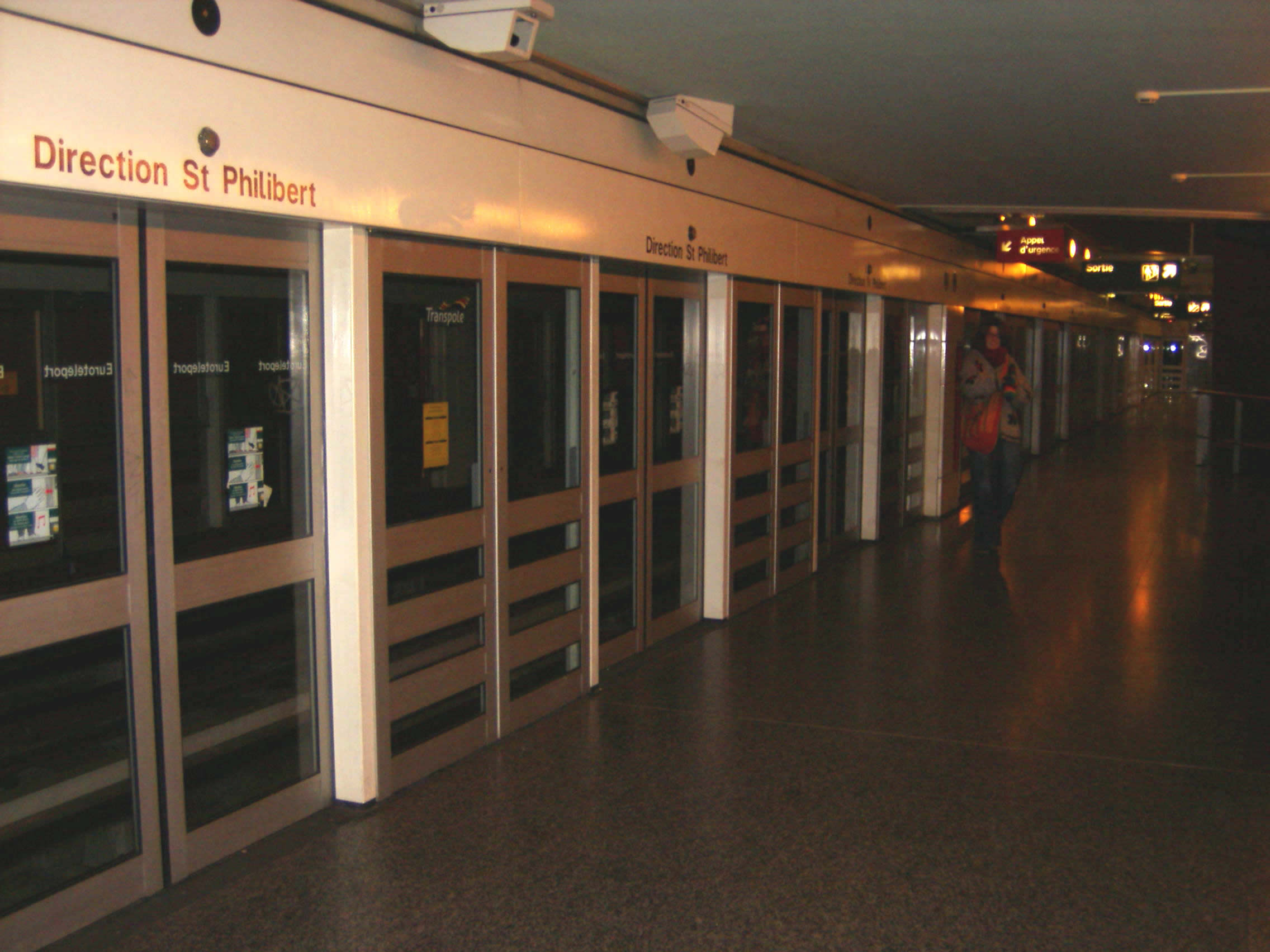
里爾地鐵的月台幕門

及至1983年，法國的自動捷運系統VAL的里爾地鐵，其生產商馬特拉向瑞士的玻璃門生產商凯拔格里根為車站月台特別訂造與列車車門同步開關的滑動門，成為世界上最早安裝玻璃月台幕門的鐵路系統。
後來，於1987年通車的重型鐵路系統新加坡地鐵採用氣動開關玻璃月台幕門。其後，歐洲及亞洲多個地區的鐵路系統相繼採用月台幕門，成為現時鐵路系統的安全標準之一。
港鐵是世界上第一個在營運中的鐵路系統加裝月台幕門的系統。

## 優點
月台幕門主要目的為：
- 避免乘客意外墮軌或蓄意跳軌。
- 避免或減少活塞效應造成的強風，間中會導致乘客失去平衡。
- 改善安全，減少意外風險，尤其列車高速通過車站時，也限制乘客進入軌道和隧道。
- 改善環境控制，減少月台空調流失至軌道，節能效果顯著。
- 減少運作成本，若連同列車自動運行系統一同安裝，則可不需列車長。
- 避免乘客把垃圾、雜物拋棄至軌道上或个人物品落入軌道。
- 減低噪音，使月台廣播更清晰。
- 避免地下或密封式車站空氣被隧道及列車減速時產生的塵埃、廢氣污染[2]。
- 月台幕門可刊登商業廣告從而增加廣告收入。

## 缺點与不足

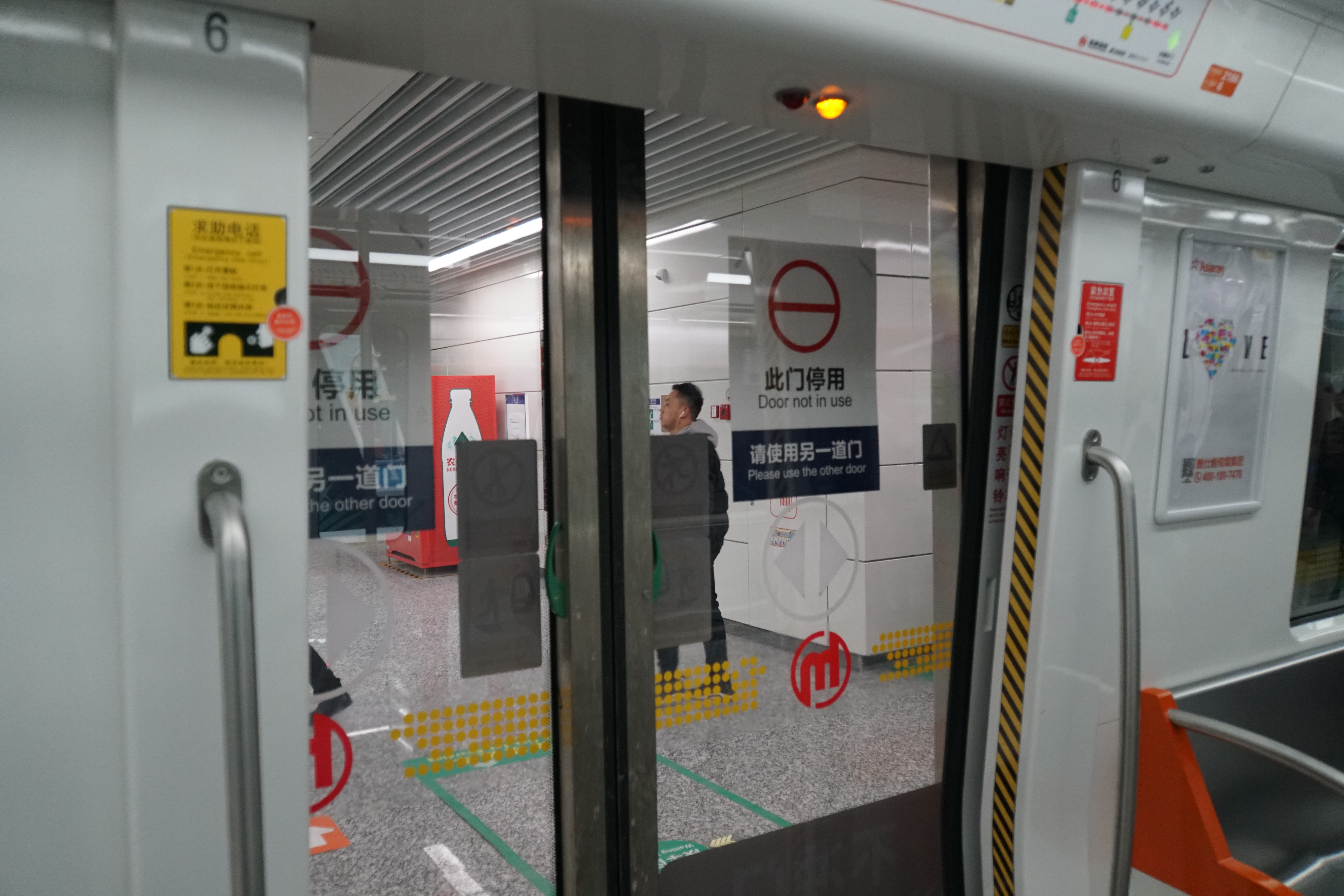
杭州地鐵良渚站高站台门故障导致不能使用

由于月台幕門與車廂之間有一定空隙，因此还是不能完全有效防止乘客走進路軌。上海地铁和北京地铁均发生过乘客被夹于车与门之间的事故，其後列車開動，乘客坠轨身亡的事件（雖然一般門邊會有緊急拉環）。在香港，曾有來自以色列的旅客利用20厘米的空隙走入機場捷運系統的路軌，導致列車停止運作4小時。
在过于拥挤的情况或曲线月台下，站台门反而会酿成危险。在隧道內列車駛近時，一些品質較差的月台門玻璃可能会因地下風過大而爆裂及因風太大而使月台門未能順利開關。
增設月台門意味著同一個進出口有雙重的門，任何一方故障或是车门和站台门因故未能对齐均會对上下车造成困擾，而月台門無法打開意味著停靠該月台列車的該車門也不能使用。
由于使用的材料更多，高站台门比低站台门更为沉重。由于站台承重设计原因以及通风需求，大多數高架平面車站會用半高式月台門，較容易設置且价格较高站台门低廉。

## 使用狀況

### 亞洲

#### 臺灣

##### 臺北捷運

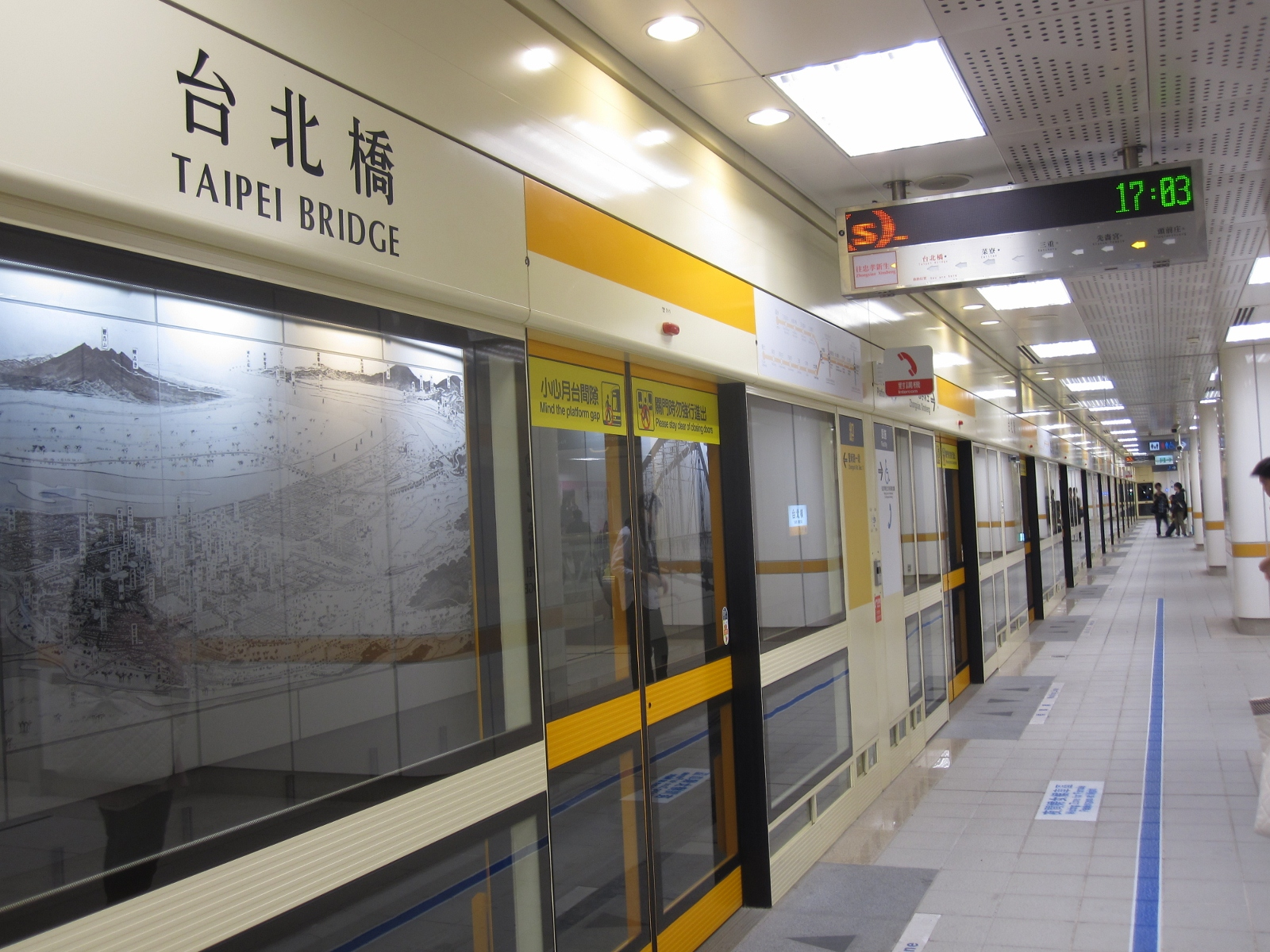
台北捷運中和新蘆線台北橋站月台門

臺北捷運最早的全高式月台門，於1996年第一條路線木柵線通車之初，即裝設於全線12座車站。該線在設計初期，採用的德國西門子公司（當時為法國馬特拉公司）VAL無人駕駛自動控制捷運系統已包含法国法维莱交通製月台門。惟當時高運量系統慮及設置月台門成本昂貴及有隨車司機員，故第一階段路網未有裝設，營運時增加自行研發的紅外線軌道侵入偵測系統，並在地下車站的月台地板邊緣加裝燈號以在列車進站時亮起向乘客發出警示。
臺北捷運自2010年第二階段路網通車的捷運車站均於建造時已裝設月台門。
裝設全高式月台門的路線與區間如下：
- 文湖線：動物園站－中山國中站（法国法维莱交通製）、松山機場站－南港展覽館站（新加坡科技電子公司ST Electronics承攬，瑞士凯拔格里根製）
- 淡水信義線：東門站－象山站（Knorr Bremse Rail Systems (UK) Limited製）
- 松山新店線：北門站－松山站（Knorr Bremse Rail Systems (UK) Limited製）
- 中和新蘆線：東門站－迴龍站／蘆洲站（日本纳博克製）
- 板南線：南港展覽館站、頂埔站（新加坡科技電子公司ST Electronics製）
- 環狀線：大坪林站－新北產業園區站（法国法维莱交通製）

至於通車時沒有裝設月台門的高運量路線車站增設月台門皆為半高式月台門，詳情請見半高式月台門。

##### 桃園機場捷運
桃園機場捷運於在所有車站皆有設置月台門，於地下車站（A1台北車站、A7體育大學站、A12機場第一航廈站－A14a機場旅館站、A21環北站－A23中壢車站）設置月台幕門；高架車站因考慮通風問題而設置半高式月台門。

##### 高雄捷運

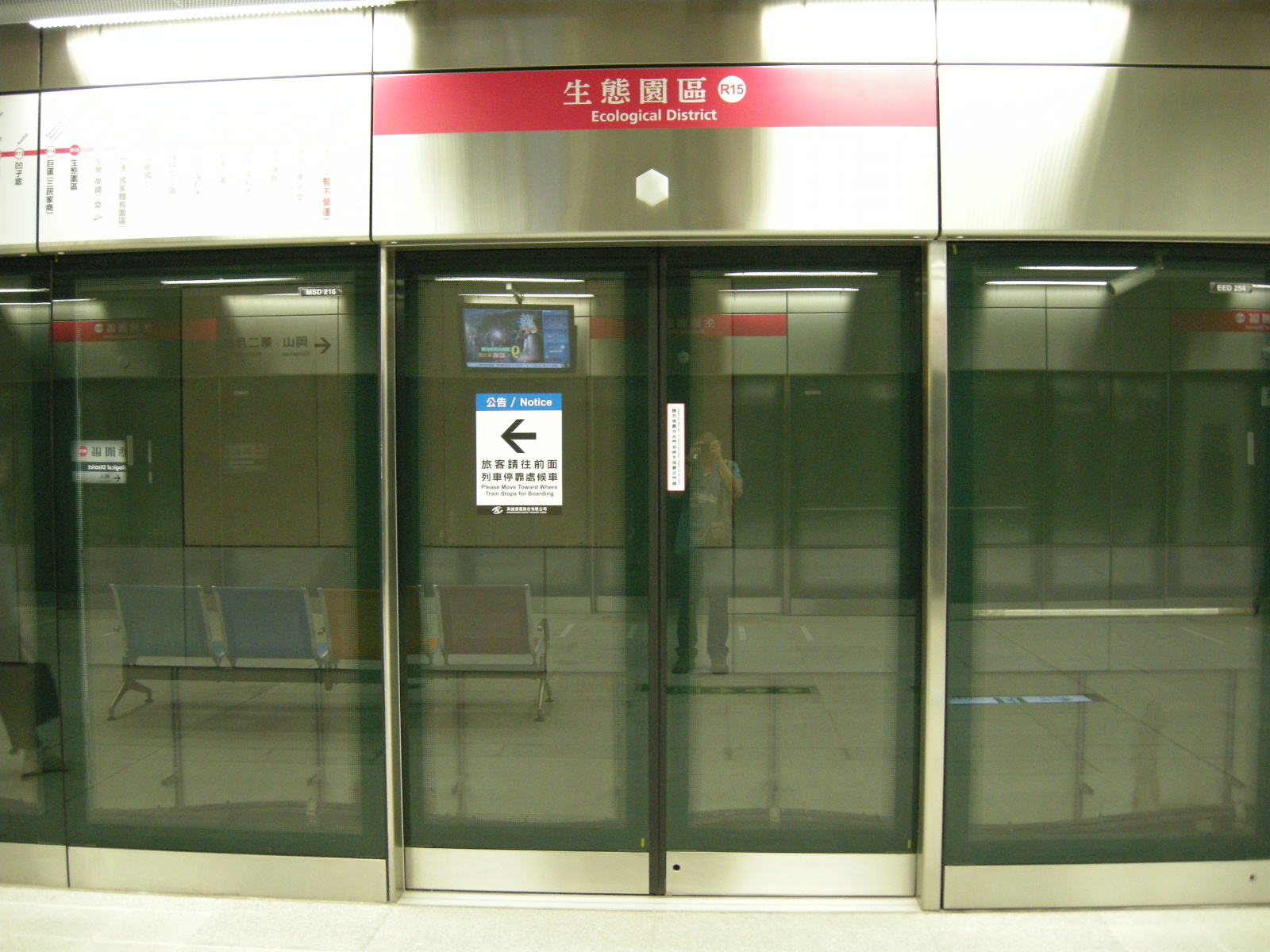
高雄捷運在地下車站設有月台門

高雄捷運地下車站（紅線R3小港站－R16左營站、橘線O1哈瑪星站－O14鳳山國中站）皆有安裝全高式月台門（新加坡科技電子公司ST Electronics製），高架車站（岡山車站）和地面車站（大寮站）因考慮安全及通風問題而設置半高式月台門。

#### 中国大陆

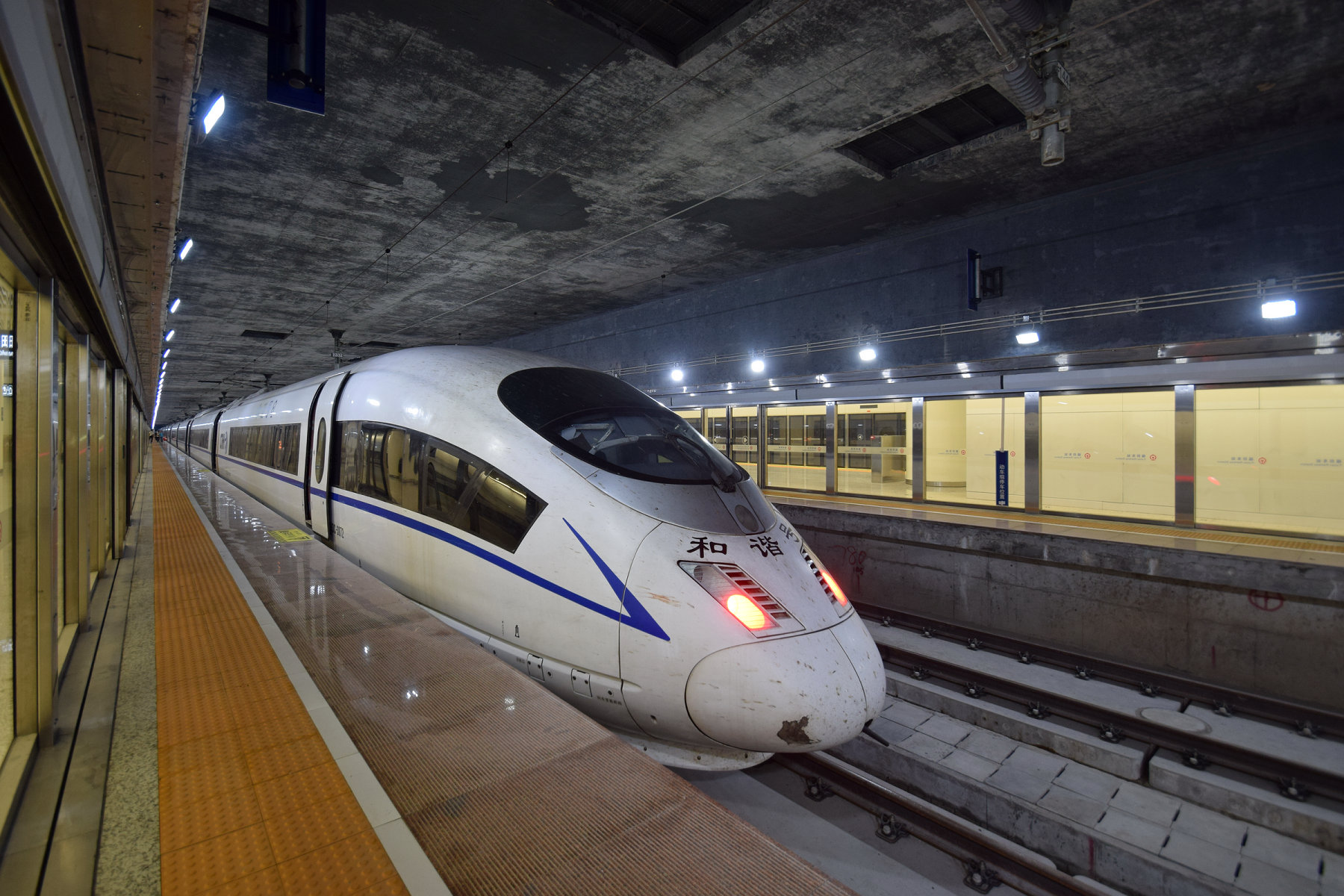
福田站的站台门离站台边缘有较大距离

中国铁路由于车型多样，统一加装站台门会导致其运作十分复杂，所以大部分车站均不安装站台门。但近年来新建的许多地下车站以及城际铁路车站都安装了站台门，这些车站停靠的列车型号比较单一、且多数情况下站台紧贴正线。
除了武汉轨道交通1号线（不含循礼门站）、大连地铁3号线支线、12号线旅顺新港至蔡大岭段、13号线九里站、长春轨道交通3号线、4号线的車站以外，中國大陸於2000年代起新建的地铁线路全部都装有全高或半高式站台门。

##### 北京地铁

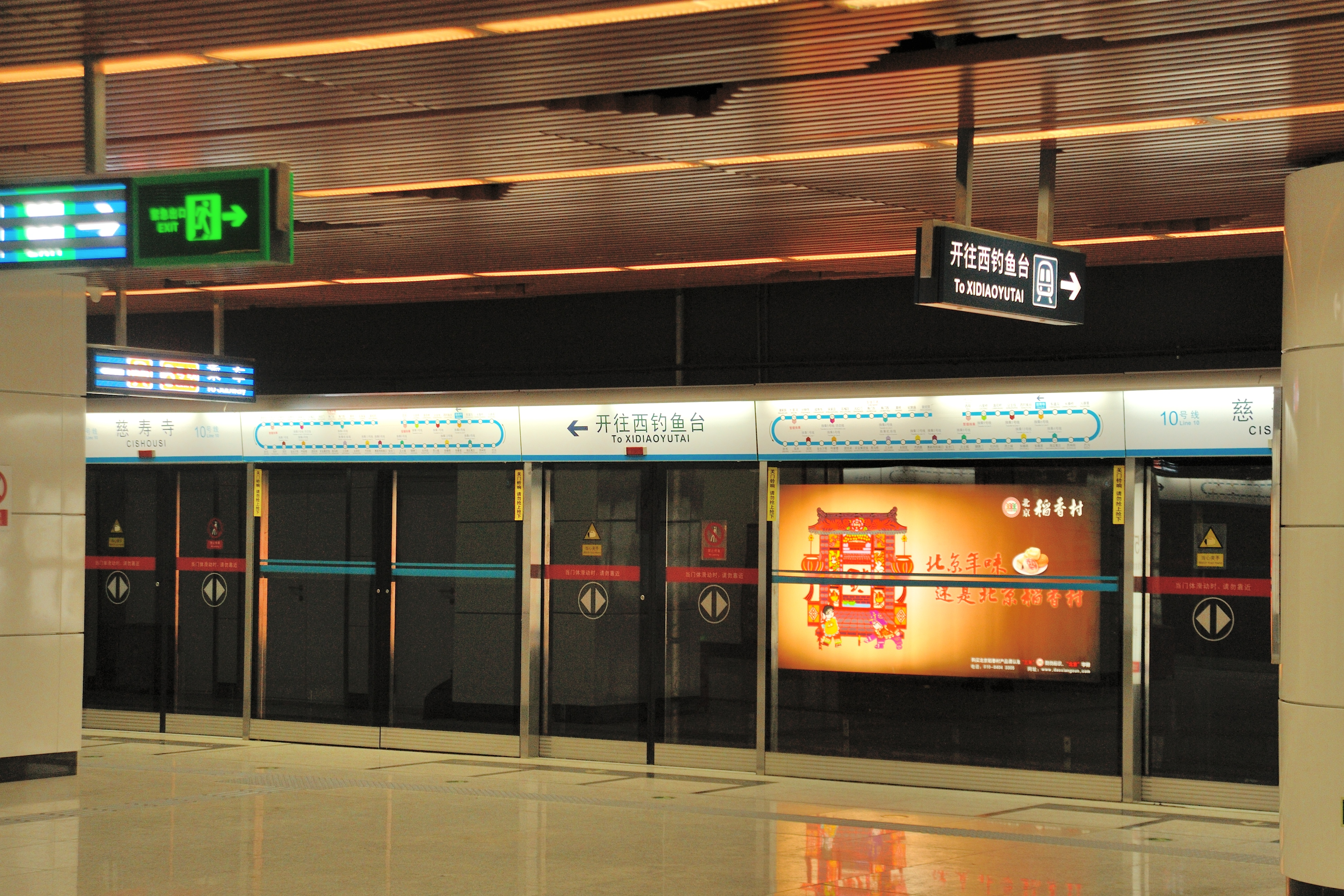
北京地铁10号线慈壽寺站的月台门

北京地铁由2007年通車的5号线开始，新建的北京地铁线路基本上都设置了月台门，将乘客与地铁隧道隔开。
目前，北京地铁所有車站均有安装站台门。其中3号线、8号线地下站、11号线、12号线、15号线、16号线、17号线、19号线、首都机场线地下站、大兴机场线使用的是封闭式高站台门；4号线安河桥北站、5号线地上站、6号线通运门站中间轨道、8号线地上站、昌平线地上站、房山线地上站、燕房线、大兴线西红门站、亦庄线地上站、S1线、西郊线则是低站台门，八通线南延段地下站、4号线/大兴线地下站、5号线地下站、亦庄线地下站、6号线、7号线、昌平线地下站、9号线、房山线地下站、10号线、14号线采用了非封闭式全高站台门。
2014年11月，北京地铁5号線发生站台门事故，一女性乘客被夹在车厢与站台门之间身亡。
1号线、2号线、13号线与八通线一期由於建成年代久遠，難以安裝全高式月台門，故此於2016年起逐步安裝半高式月台門。2017年9月10日，1號線月台門全部啟用，標誌著除了蘋果園站以外北京地鐵所有車站月台都完成安裝月台門。
1号线蘋果園站自2020年4月18日起關閉，自此北京地鐵所有車站都已經完全安裝月台門。

##### 天津地铁

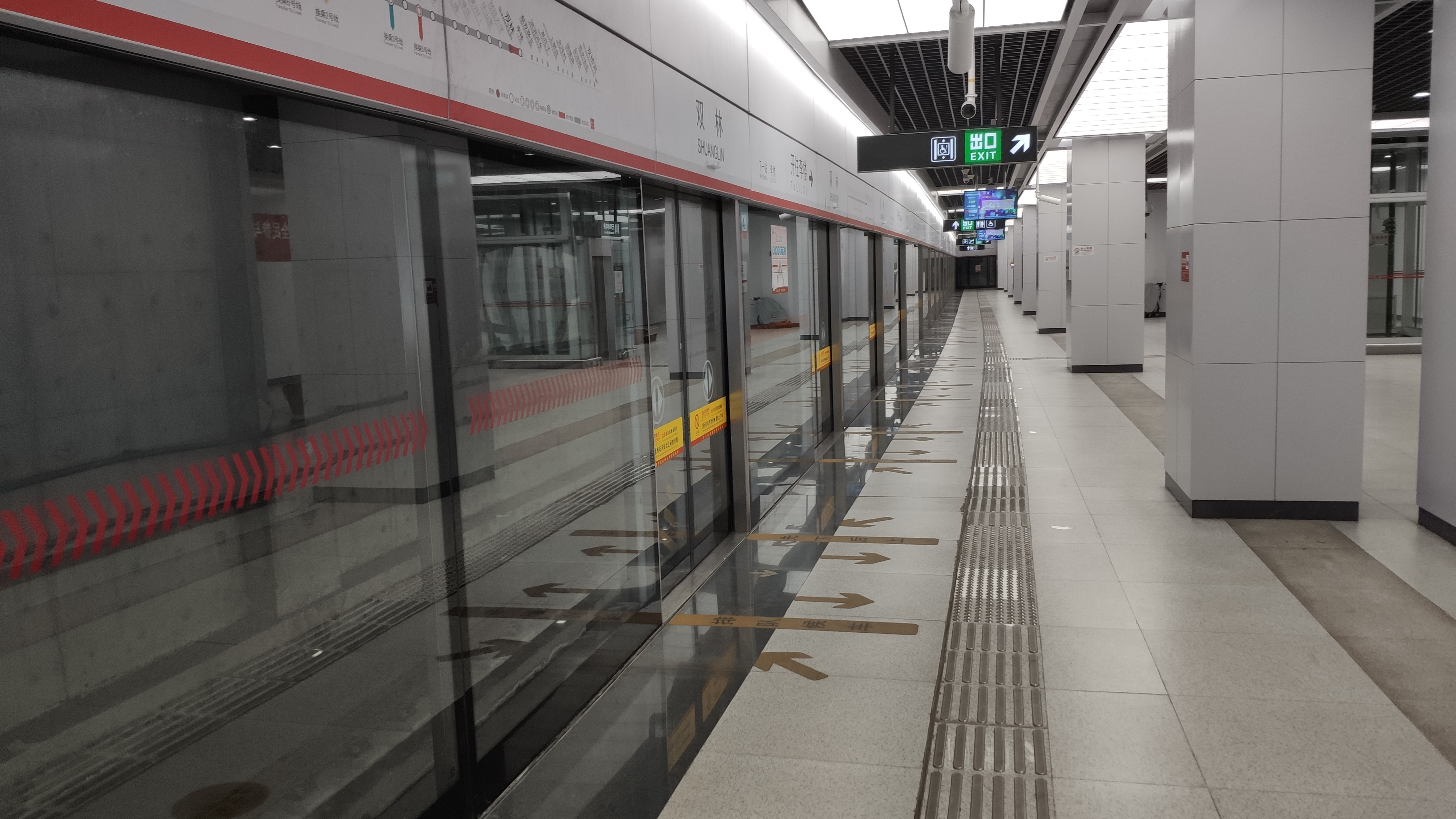
天津地铁1号线的双林站

天津地铁在既有线时期并无安装站台门。2001年，天津地铁既有线进行改造暨一号线工程，同步安装站台门。前身為津濱輕軌的9號線在通車時也未有設置月台門。2011年11月13日起，天津地鐵9號線全部車站都安裝了半高式月台門，為延伸至天津站站做準備，自此天津地鐵所有車站完成安裝月台門。隨後新建的所有車站都安裝了月台門。
目前安装了低站台门的车站有天津地铁1号线刘园站至财经大学站、天津地铁9号线中山门站至东海路站、天津地铁2号线空港经济区站以及天津地铁3号线地面站和高架站。而安装高站台门的车站有天津地铁1号线双林站至双桥河站、天津地铁9号线东兴路站至天津站站、天津地铁2号线除空港经济区站的所有车站、天津地铁3号线地下站、4号线、5号线、6号线、8号线。

##### 上海地铁

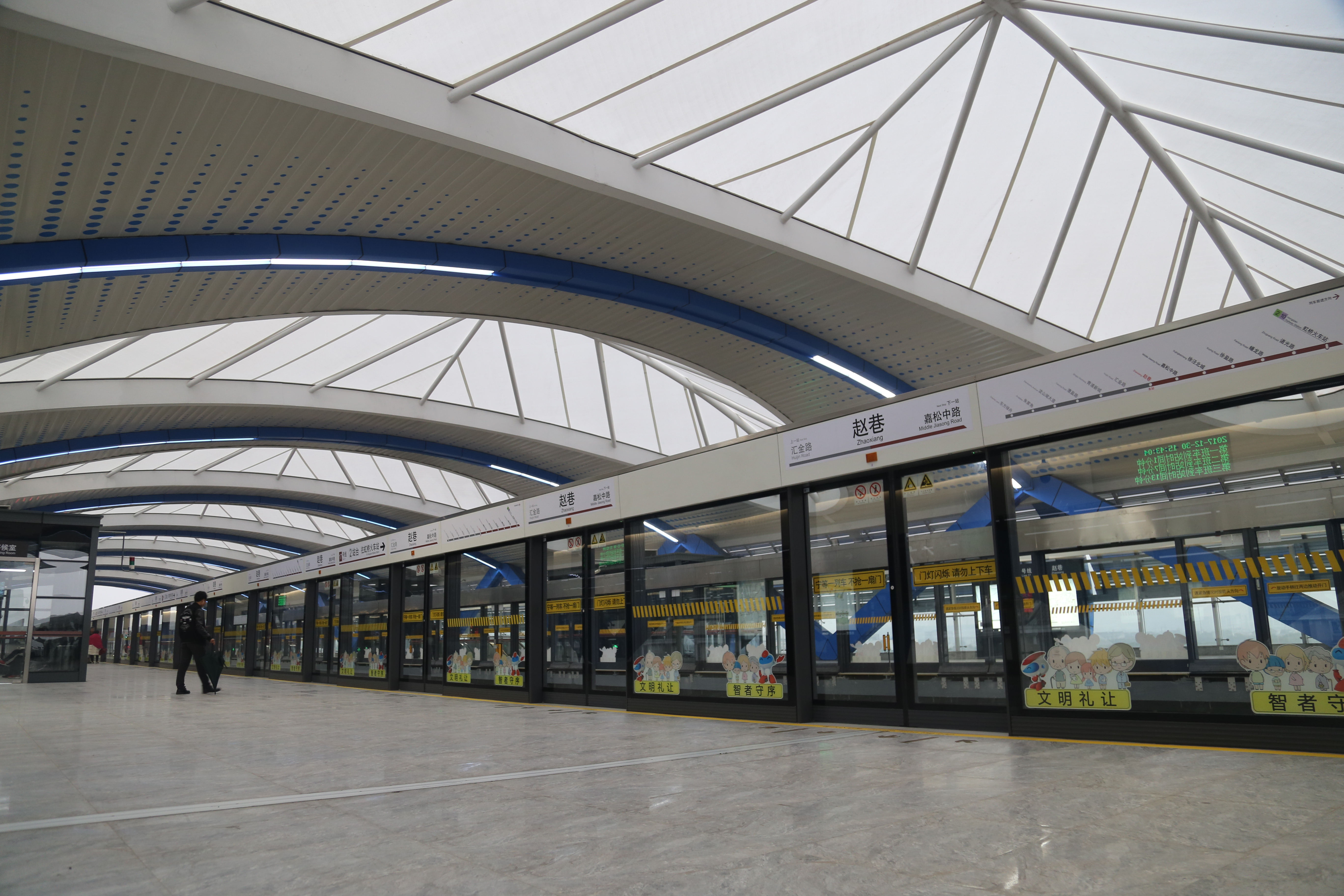
上海地铁17号线高架车站赵巷站的高站台门

上海地铁路网中，上海轨道交通1号线在建设初期即已經预留安装站台门的条件，但因当时国内没有任何具有安装站台门能力的企业，故开通时未安装。2004年起该线北延伸段上海马戏城站率先装设了站台门。2号线西延段二期及东延段地下站、4号线地下站、5号线南延段地下站、6号线地下站、7号线地下站、8号线地下站、9号线地下站、10号线全线、11号线地下站、12号线、13号线、14号线、15号线、16号线地下站、17号线全线及18号线的全线在开通时即设有站台门，并且日后建设的所有地下车站都会继续安装。
2号线的淞虹路站至龙阳路站（一期工程与西延伸一期）由于通风系统在行车道上方，若安装封闭式高站台门将导致车站无法通风，因此该区间段采用标高1.2米的低站台门，直至为配合2号线全线贯通运转的要求，车站原有1.2米的低站台门被拆去，並更换为1.5米半高式的站台门。该线东延伸地下段（张江高科站至凌空路站）及西延伸段二期（虹桥2号航站楼站至國家會展中心站）开通的车站则均装有站台门。
13号线在世博专线时期的车站在世博期间由於只作临时站用途，故未安装站台门，目前这些车站2015年重新开放时已經安装站台门。3号线（包含与4号线共线段）则因为站台承重问题以及3号线、4号线列车的车门间距不同而导致安装有困难，但也于2015年年初在共线段全部安装并启用1.2m的低站台门。1号线地面及高架段（除了莘庄站，宝安公路站至富锦路站为安装1.5米半高式的月台门之外），以及6號線高架段也採用1.2m的低月台門。而为更好的防止乘客及异物进入轨道，采用全自动驾驶运行的10号线、17号线和浦江线全线高架和地下车站均设置高站台门。
5号线的地面、高架車站與1號線、2號線、3號線、6號線等的地面、高架車站有所區別，原先与其他路線一樣安裝電動欄杆，但在“4改6”扩编工程时，电动栏杆被全部更换为半高式月台門。

##### 广州地铁

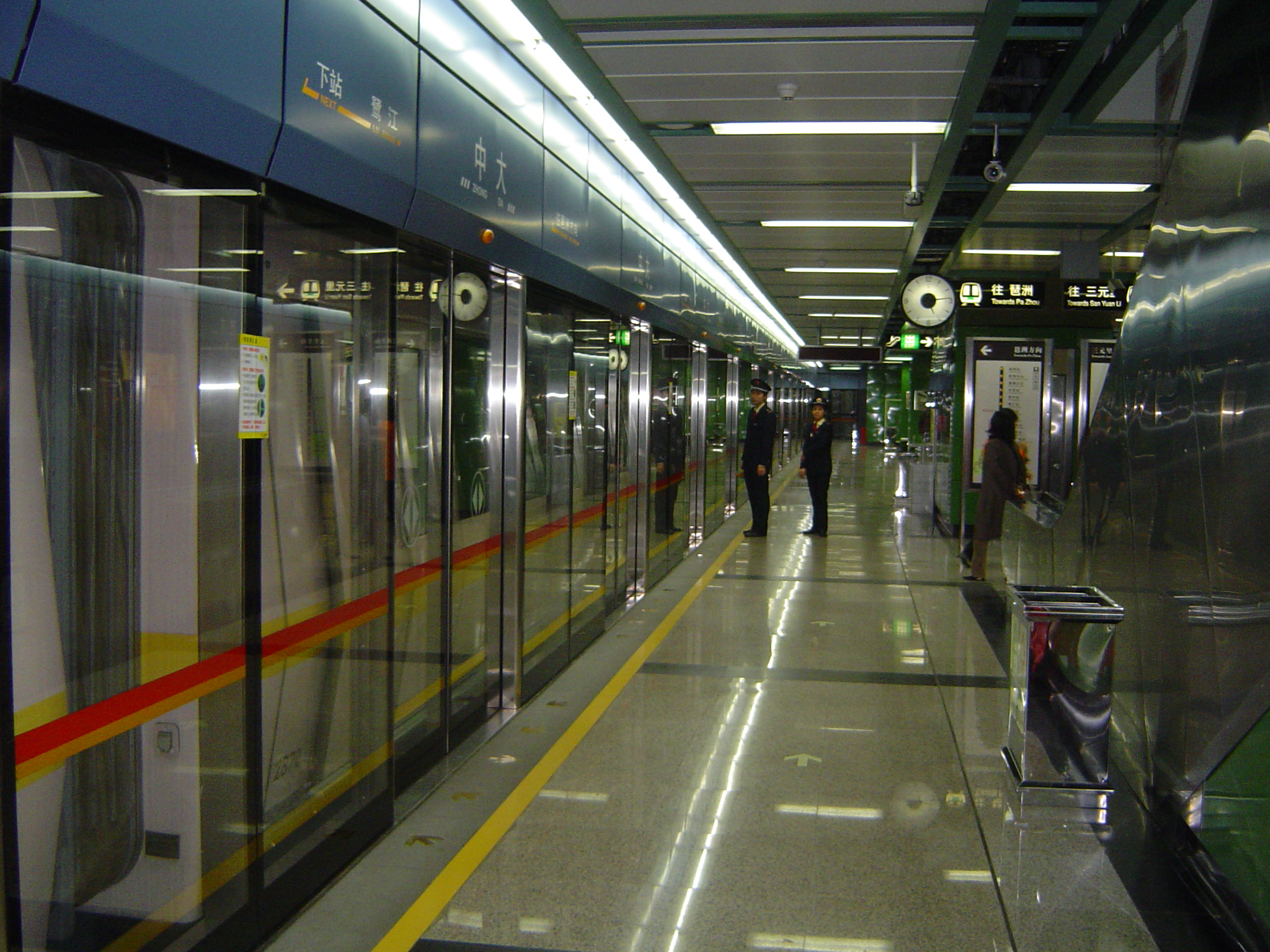
广州地铁2号线是中国大陆第一条使用月台幕門的线路，图为原2号线（现8号线）中大站的高站台门

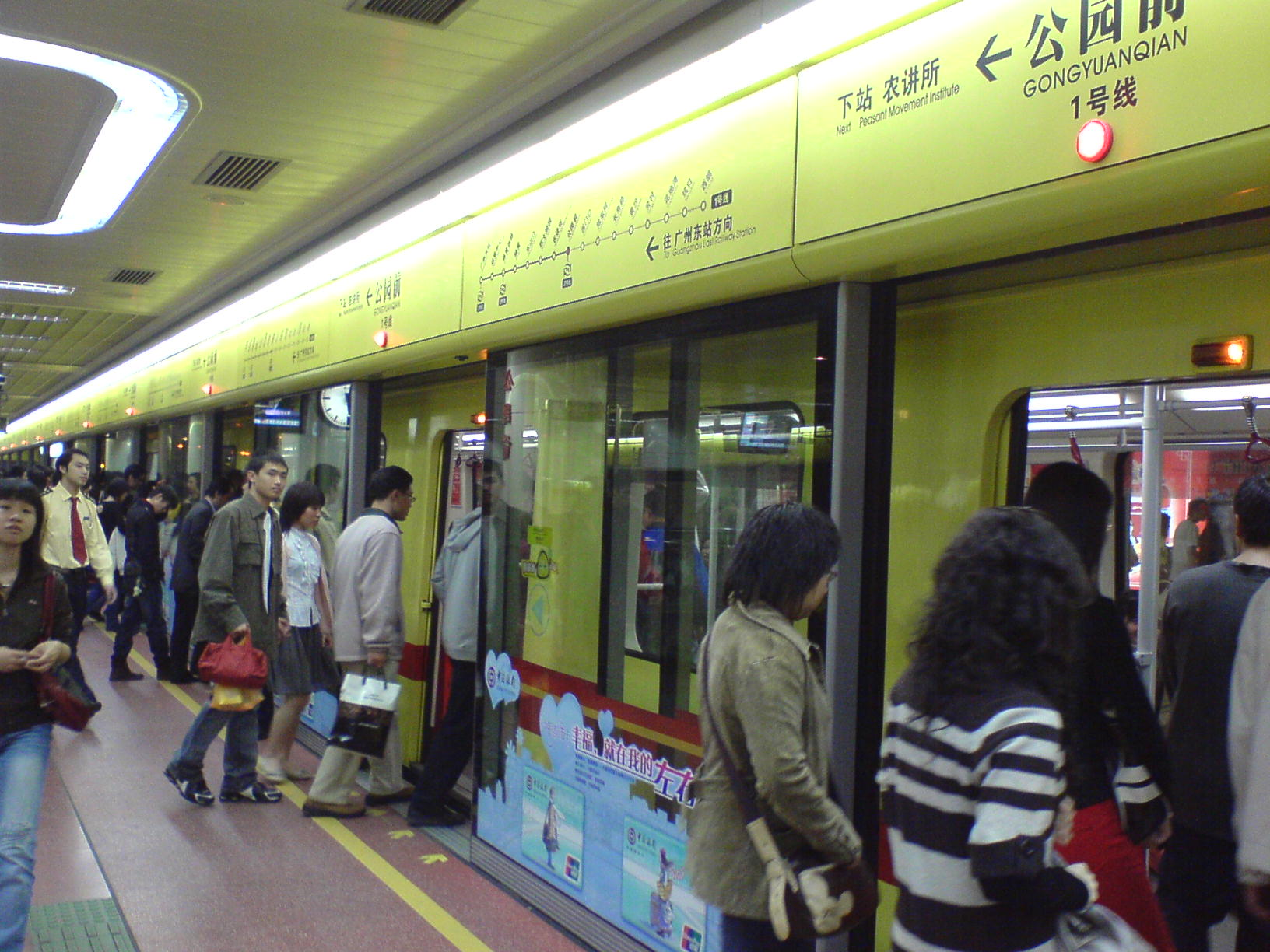
广州地铁1号线是中國大陸首條地鐵舊線加裝屏蔽門系統的线路，图为1号线公园前站全高式月台門

2002年底投入運營的2号线，是中國大陸最早使用站台門的地鐵系統，創下全國第一。2004年11月12日，广州地铁公司申请的《地铁屏蔽门》专利正式获得国家知识产权局授予实用新型专利权。2号线及之後所有新線路的車站，均是在开通之时就已經安装了站台门。
旧2号线規劃時，便確定要安裝月台幕門，但當時在中國该项技术还完全是一片空白。經過多方協調，受地鐵公司邀請，广州有限公司在廣州市地下鐵道設計研究院指導下试制出了两台样机作測試用。在连续5个月、不间断地开关100万次测试后，廣州地鐵成功將月台幕門技術國產化。在旧2号线建設時，站台门系统便由广州有限公司和西屋月台屏蔽門(广州)有限公司聯合生产。2号线安装站台门后大大減少車站冷气在隧道里散失，与之前并未安装站台门的1号线相比，可節約空調通風系統20%的電能。而在2、8号线延长线工程中由于旧2号线拆解，现2号线的嘉禾望岗至飞翔公园段和昌岗至广州南站段以及8号线的昌岗至文化公园段采用的是松下门控的屏蔽门。
至於较早开通的1号线，自开通以来多次發生墜軌意外，加上車站月台空調和通风系统耗電量甚高，基於站台乘客安全和节省能源等原因，广州地铁公司于2004年决定为营运中的1号线全线加装月台幕門以及月台閘門，并展開站台风道及管线改造工程。广州地铁1号线的站台门由方大自动化加装，是中国大陆首条地铁旧线加装屏蔽门系统的项目。因为2號綫在規劃時已確定安裝月台幕門，所以由西门子提供的信号系统与月台門联动控制技术在2号线可以良好配合；但在1號綫的加裝工程中，由於建設时未有月台門的設計，西門子則基于技术垄断給予廣州地鐵較高的報價，廣州地鐵無法接受這一報價轉而联合中国铁道科学研究院，共同研究出独立于西门子信号系统的列车与月台門联动系统應用於1號綫上。
2006年，1号线站台门加装工程全面开工，加装工程于每晚收车后到第二天开始服务前约三个小时的时间进行。同年年底，样板车站黄沙站改造加装完毕并投入使用。随后的2007年至2008年间，地下站多批车站的屏蔽门投入使用。2008年12月，芳村站的屏蔽门投入使用，为地下站最后一个安装屏蔽门的车站，之前落成的车站开始实现联动。而1号线的花地湾站、坑口站以及西塱站由于车站结构限制，若加装高站台门还要改造整个车站的通风和空调系统，考虑到其经济效益所以在加建工程中安装了低站台门。2009年7月22日，西塱站的月台閘門投入使用，至此全线站台门均已安装完毕并投入使用，標誌著廣州地鐵整個鐵路系統的所有車站均設有月台門。
1号线月台門的成功加裝，再加上2号线是中國大陸最早使用月台門的地鐵系統，广州地铁已经具备充足的经验以及稳定的技术，因此广州市地下铁道总公司及其设计研究院、中国建筑科学研究院于2006年参与编辑了由方大集团主编的中国大陆首部站台门产品标准《城市轨道交通站台屏蔽門》(CJ/T 236-2006)行业标准，该标准已在2007年3月1日由中华人民共和国建设部颁布实施。
而3号线的首通段（广州东站/天河客运站—番禺广场）以及5号线首期地下段（滘口至文冲）在建造时均已安装法维莱交通的高站台门，但5号线的坦尾站以及滘口站由于是高架设计，所以安装了低站台门。其中3号线首通段的月台幕門系统以及門機由法维莱交通提供，但幕門玻璃等部分部件则由方大集团提供，所以在幕門玻璃上的“方大”标识会有機會让乘客误认为幕門系统亦是由方大自动化提供。而3号线北延段（原机场快线）原有17.03公里高架路線的规划全部更改为地下敷设，原有快慢車設計被取消，機場快線服務亦無法實現，因而將原有裝設月台閘門的計劃改為裝設月台幕門，于2008年才正式开始招标，最后决定再次采用松下门控的屏蔽门。
4号线的首通地下段（黄村—新造）采用了西屋月台屏蔽門在英國與德國聯產的原裝進口高站台门，高架段则安装了低站台门。6号线首期的屏蔽门由广州本土高科技企业佳都集团的全资子公司广州新科佳都科技有限公司在这次招标以价格优势击败曾为广州地铁提供屏蔽门的法维莱交通和方大自动化投得，6号线首期高架段潯峰崗、横沙以及沙贝3个站则安装低站台门。而7号线一期（广州南站—大学城南）、13号线首期（鱼珠—新沙）的站台门项目则随6号线二期（植物园—香雪）、8号线北延段（滘心—華林寺）、9号线一期（高增—飞鹅岭）以及4号线南延段（飞沙角—南沙客运港）一同招标，其中株洲南车（现中车）时代电气中得B标段中6号线二期、8号线北延段的屏蔽门供应安装，新科佳都则中得其余标段的线路。14号线一期及其知识城支线和18号线、21号线、22号线亦均安装了新科佳都的站台门。
而珠江新城旅客自动输送系统（APM线）使用的是松下门控的高站台门。

##### 深圳地铁

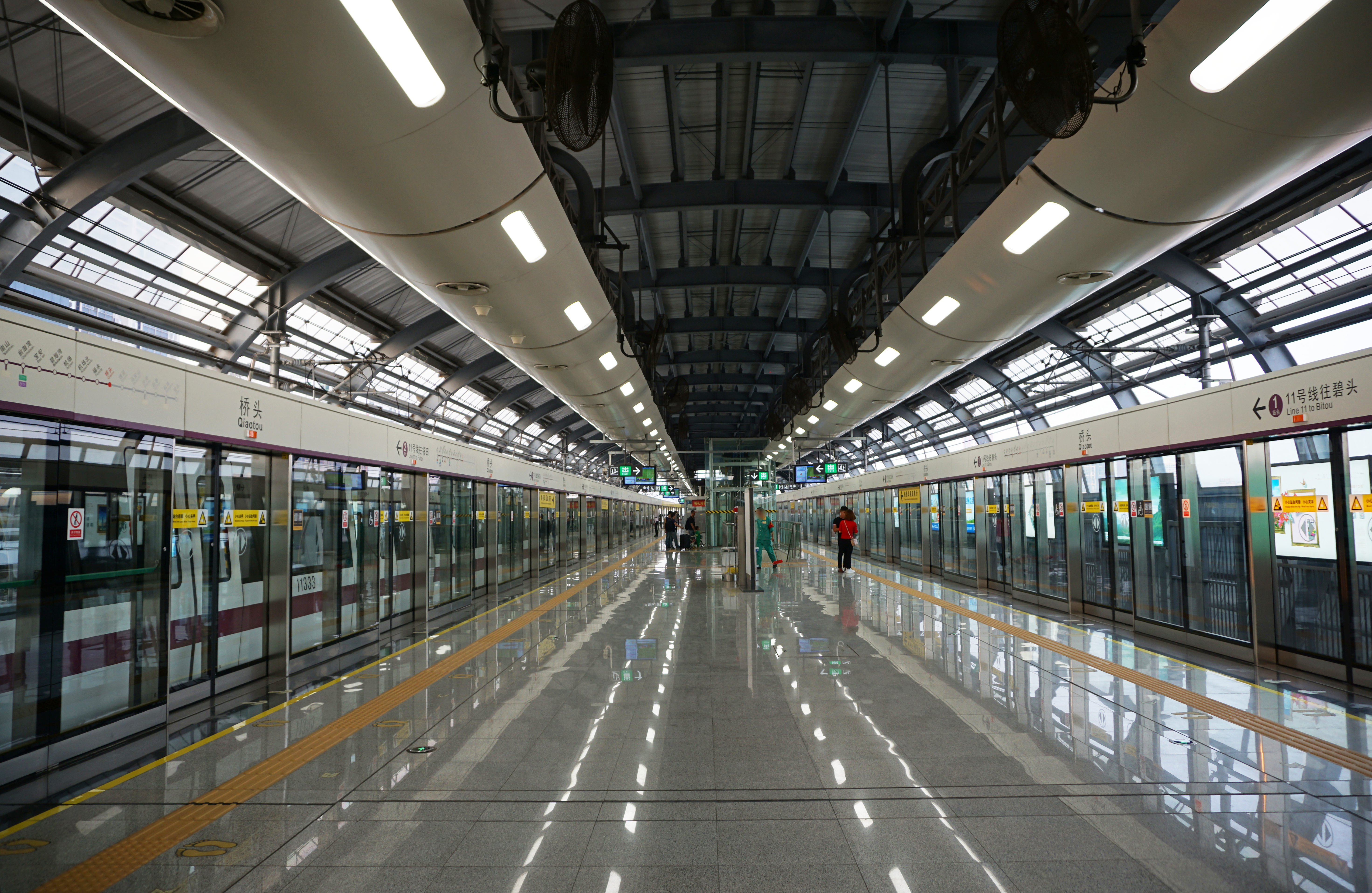
深圳地铁11号线桥头站非封顶的高站台门

深圳地铁已經于2004年開通時，在一期工程1号线及4号线的20個車站安裝站台门，是中国大陆首个在第一条线路通车时就全线安装站台门的城市轨道交通系统。一期工程采用西屋月台屏蔽門公司的系统，所采用的站台门與香港國際機場旅客捷運系統及廣州地铁5号线首期屬同一系列。
二期工程中，1号线延长线（白石洲-机场东）、2号线采用国产的方大自动化生产的站台门系统；1號線新老街站、3、5号线一期（前海湾站—黄贝岭站）采用西屋月台屏蔽门系统；4号线則采用法维莱交通的站台门系统。
三期工程中，7号线（除福邻站、文体公园站外）、5号线二期（桂湾站—赤湾站）、9号线二期（前湾站—高新南站）采用重庆川仪自动化股份有限公司的站台门系统；7号线文体公园站、6号线、8号线、9号线一期（红树湾南站—文锦站）、10号线、11号线、20号线采用方大自动化的站台门系统。
目前深圳地铁的所有线路的地下段均安装高站台门。1、5、6、11号线的高架段安装非封顶高站台门，3、4号线的高架段安装低站台门。
2021年4月起，3号线高架車站陸續将低站台门更换为高站台门，開創全球先例。

##### 武汉地铁
武汉地铁1号线全高架线路在始建初期所有站均没有建设站台门，但为了应对2号线建成后的大客流，与2号线的换乘站循礼门于2012年10月开始加装低站台门。
武汉地铁其余线路地下站安装高站台门，高架站安装低站台门。
2016年1月，运营方宣布1号线将全线安装低站台门，但目前还没有具体的实施安装时间，2017年12月26日开通的径河延伸段三站也未有安装。

##### 南京地铁
南京地铁1号线在始建初期并没有建设站台门。2007年7月3日，1号线珠江路站发生一起卧轨事件，造成一人死亡。而后1号线发生数次人员进入轨行区事件。2010年1号线南延线开通运营时便已全部安装站台门，而早先运营的一期工程各车站逐步开始加装站台门。目前南京地铁1号线所有车站均已安装站台门。
南京地铁2号线全线开通时已安装西屋月台屏蔽門公司的站台门，有全封闭式和半封闭式多种，样式视站台情况而定。南京地铁3号线、南京地铁10号线（奥体中心除外）、南京地铁S1号线、南京地铁S8号线地下站安装高站台门，高架站安装低站台门。

##### 沈阳地铁
沈阳地铁目前所有车站在开通时均已經安装高站台门。

##### 青岛地铁
青岛地铁所有車站從一通車就已經全部安裝月台門。

##### 成都地铁

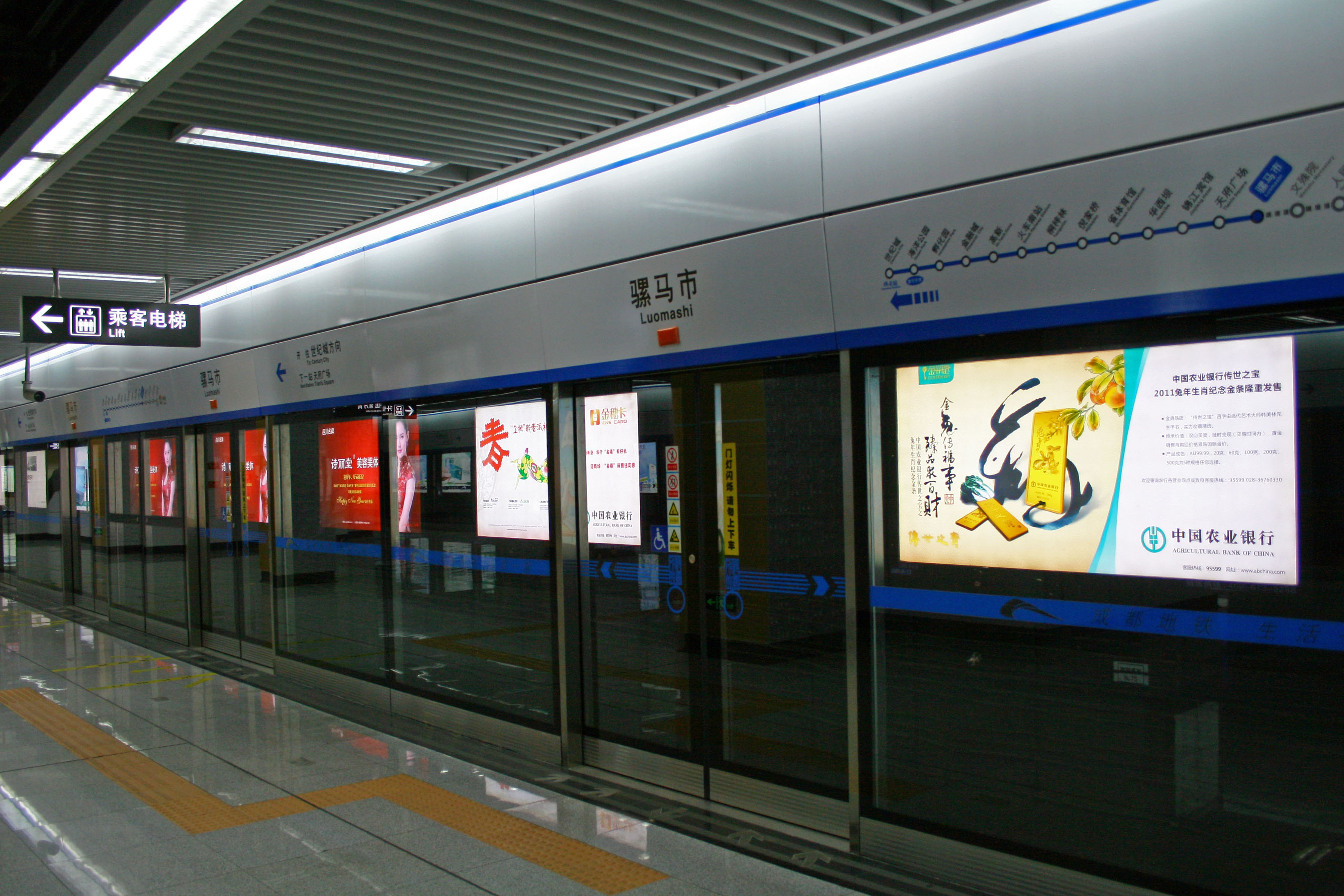
成都地铁1号线骡马市站的站台门

成都地铁1号线及2号线位于地面以下的站台全部安装的为高站台门，位于地面以上的站台安装的为月台閘門。

##### 西安地铁
西安地铁1号线、西安地铁2号线和西安地铁4号线全线均安装了高站台门，站台门吊版采用独特的蓝色底加红色线路标识色带，站名采用独特的颜楷字体，并且每站均有独立标识，为大中华地区首创。
西安地铁3号线位于地面以下的站台全部安装的为高站台门，位于地面以上的站台安装的为低站台门。

##### 海南环岛高铁
海南东环高铁的美兰站安装有全高封闭型站台门。

##### 重庆轨道交通
重庆轨道交通地下站均安装全高屏蔽门，地上站安装半高屏蔽门。

##### 长春地铁
长春地铁1号线、2号线全线均安装了全高封闭型站台门。

##### 郑州地铁
郑州地铁所有位于地下的站台均安装了高站台门，地面以上的站台安装的则为低站台门。

#### 香港

##### 港鐵

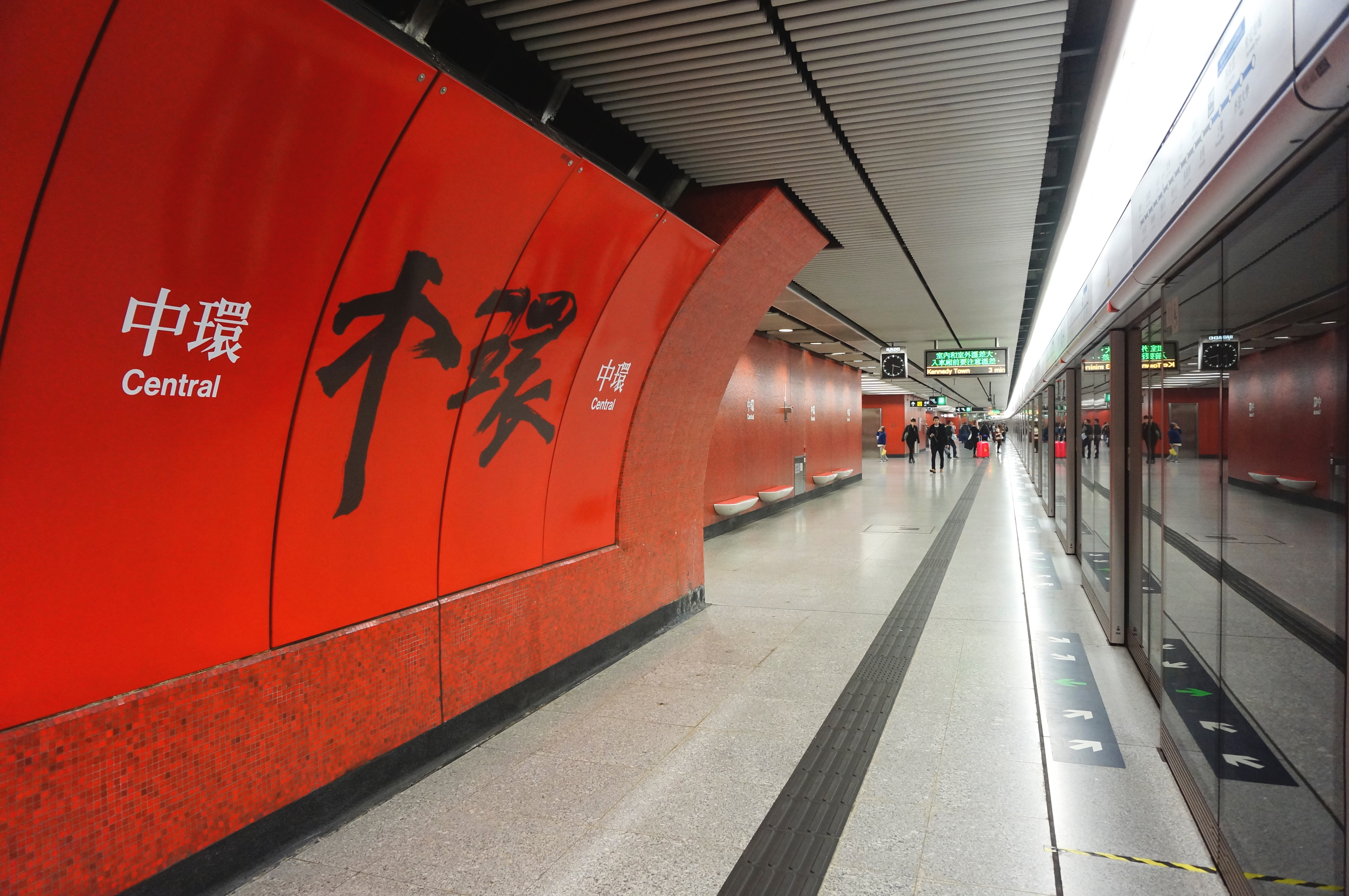
營運中鐵路系統所加設的月台幕門，圖為港鐵中環站港島綫月台

香港的鐵路系統於1990年代以前並沒有裝設任何的月台幕門。可是，由於香港的鐵路曾經多次發生跳軌自殺或墜軌意外，加上不少車站月台的空調耗電量甚高，基於安全及環保理由，地鐵公司（於2007年與九廣鐵路合併成為港鐵）於1997年邀請月台幕門製造商研究在營運中鐵路系統加設月台幕門可行性，並曾於1996年在彩虹站中央路軌建造兩卡半的樣板幕門作測試用。為方便車務調動，在測試後期拆去。而香港最先建有月台幕門的車站是1998年開通的機場快綫及東涌綫。
2000年6月，地鐵公司宣佈在現有3條營運中路線：觀塘綫的油麻地站至彩虹站、藍田站至鰂魚涌站（當時屬於觀塘綫）、港島綫的上環站至筲箕灣站及荃灣綫中環站至荔景站及大窩口站加設共13.5公里，2960對凯拔格里根股份公司製造月台幕門，成為全世界首個在營運中鐵路系統加建月台幕門的鐵路公司。
2001年，地鐵公司重新在彩虹站中央路軌進行加建月台幕門研究，其後再在主要車站進行月台環境及通風改善工程並加建月台幕門。工程分為3期進行，月台幕門加裝工程於2005年11月完成，所有相關工程則於2006年3月完成。其後新建的支綫、車站或月台都繼續統一安裝凯拔格里根股份公司的月台幕門，包括博覽館站、機場站3號月台、康城站，同時亦向八達通乘客於港島綫、荃灣綫、觀塘綫、將軍澳綫、東涌綫及迪士尼綫增收每程港幣1角附加費用，以籌集款項作為加建月台幕門的開支及維護月台幕門的費用，有關費用於2013年12月1日停收，並於2014年6月調整票價時，先將所有受管制車程減收$0.045，再按機制+3.6%。
目前，除了機場站3號月台、博覽館站這些新建的車站或月台外，其他月台全都安裝法国法维莱交通股份有限公司的月台幕門。此款幕門在2015年春季實行統一開關門提示聲前，月台幕門開閉設有蜂鳴器響聲提示（發出「嗶...嗶...」響聲），統一開關門提示聲後取消。此後地鐵的所有新地底車站都預先安裝月台幕門，包括觀塘綫油塘站、調景嶺站、將軍澳綫除鰂魚涌站及康城站外亦於興建時安裝日本納博克的月台幕門。
至於原地鐵的8個地面／架空車站（杏花邨站、柴灣站、九龍灣站、牛頭角站、觀塘站、葵芳站、葵興站、荃灣站）因為礙於車站結構所限，涉及不少技術困難。如要加裝大型冷氣和通風系統配合月台幕門的裝置，其複雜程度近乎重建車站，因此未有跟隨其他車站加裝幕門。至於欣澳站及迪士尼站於建造時因月台屬開放式設計而安裝法维莱交通的月台閘門而非月台幕門。兩鐵合併後，港鐵公司完成技術研究，克服有關困難，遂在2008年決定於8個合併前地鐵系統的高架及地面車站加裝月台閘門。隨著港鐵在該8個車站陸續加裝法维莱交通的月台閘門並於2011年11月完成。標誌前地鐵所有車站均設月台門。
因應凯拔格里根股份公司在2011年被納博特斯克收購並易名為格里根自动门系统，從2014起，新建的車站除東鐵綫及其過海部分同古洞站將採用方大智创科技製月台門外均安裝由該公司製造的月台門。
由港鐵公司營運的本地的原九鐵路線中，只有屯馬綫屯門站至顯徑站在興建時即已裝設月台幕門。原西鐵綫（屯門站至尖東站）所使用的月台幕門與地鐵將軍澳綫相似，同樣是納博克所製造的月台幕門，而當中尖東站的月台幕門為全世界最長的月台幕門。原馬鞍山綫（兩者皆已併入屯馬綫）已在2017年完成全線加裝月台閘門，而屯馬綫新設的紅磡站至顯徑站則使用格里根自动门系统所製造的月台幕門。東鐵綫僅有金鐘站、會展站和紅磡站在沙中綫建設時已裝設月台幕門，其餘13座車站（旺角東站至羅湖站/落馬洲站）則將在沙中綫的配套工程中加裝月台閘門。東鐵綫使用的是方大智创科技所製造的月台門，為港鐵首次使用由中國大陸製造的月台門。
聾人及弱聽人士指出，列車關門時沒有視覺警示。車門開啟時，幕門頂部有提示燈號，但當幕門即將關閉時，提示燈號卻未有警示。他們建議在幕門頂部的燈號加裝閃光提醒即將關門。聾人及弱聽人士關注組織「龍耳」指香港約有9萬2千多名聾人及弱聽人士，曾接獲不少聾人及弱聽人士投訴港鐵無障礙設施不足，已經向港鐵反映問題。港鐵曾回覆會研究於幕門頂部加裝閃燈，惟有其他問題要解決，故仍在研究中。有機械工程學者指，港鐵只要加裝線路組件，就可以配合聽覺與視覺的警示訊號。港鐵無障礙設施已落後鄰近地區。該聾人及弱聽人士關注組織推出通識教材套給學生探討月台幕門的安全問題。另外，裝設月台幕門的車站月台太大多並沒像裝設月台閘門的保留黃線，當幕門故障時便不能發揮黃線的警示作用。在2013年，根據「龍耳」網頁資料顯示，港鐵正在北角站2號月台安裝首個月台幕門關門提示白色閃燈，並預計將在全港所有車站完成安裝。

屯馬綫尖東站1號月台全景圖，其月台幕門全球最長，長400米。

##### 香港國際機場
除主要鐵路系統外，於香港國際機場旅客捷運系統同時亦有使用美國西屋公司生產的月台幕門，於1998年機場開幕時同時啟用，後期改用Panasonic的產品。
香港國際機場來往北衛星客運廊及主客運大樓的接駁巴士，為免旅客誤闖禁區，在候車站台設置月台幕門。

##### 九巴
觀塘（裕民坊）巴士總站（位於YM2商場一樓）設有月台幕門（市區重建局稱為閘門），成為香港鐵路以外第一個非禁區並設置月台幕門之車站。

#### 澳門
澳門輕軌氹仔線於2019年12月10日正式通車，所有車站已統一安裝月台幕門，但實際上啟用的車站為露天車站（高架車站及地面車站），均安裝半截式設計的月台閘門。
媽閣站及橫琴站作為澳門輕軌的地下車站，均安裝全高式月台幕門的車站。

#### 日本
東京地鐵和都營地鐵從1991年開通的南北線（設有全高月台屏蔽門）開始使用月台幕門，隨後在三田線、丸之內線和副都心線安裝了自動月台門。札幌、仙台、名古屋、大阪、京都、福岡等地的地鐵系統等部分鐵路線也在一定程度上利用了月台幕門。
2012年8月，日本政府宣布計劃在每天使用10萬人或更多人的車站安裝障礙物，國土交通省撥款 3600萬日元（470,800美元）用於該系統的研發，2011年-2012財年。一個困難是，一些車站被不同類型的不同設計的列車使用，這使月台幕門得設計成為一個挑戰。

截至2012年11月，每天用戶超過10萬的235個站點中只有34個能夠實施該計劃，該部表示，日本大約9,500個火車站中有539個設有障礙物。在東京地鐵站中179個車站中有78個有某種類型的月台幕門，2018年，新小岩的總武快速線月台將安裝自動月台閘門。由於這些列車長300米（980英尺），相信這將打破香港尖東站最長月台幕門的世界紀錄。

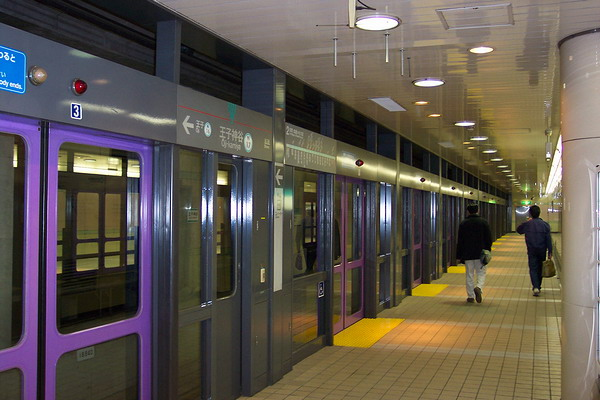
東京地鐵南北線王子神谷站的月台幕門

裝設全高式月台門的路線與車站如下：

##### 東京
- 東京地下鐵南北線白金台站至赤羽岩淵站
- 京王電鐵京王線布田站
- 東京臨海新交通臨海線
- 日暮里、舍人線

##### 橫濱
- 金澤海岸線

##### 名古屋
- 東部丘陵線
- 西名古屋港線金城埠頭車站
- 名古屋鐵道機場線中部國際機場站

##### 京都
- 京都市營地下鐵東西線

##### 大阪
- 南港港城線
- 關西國際機場航廈聯絡電車
- 大阪站地下擴建部分（21號月臺使用移動式月臺門）

#### MYS

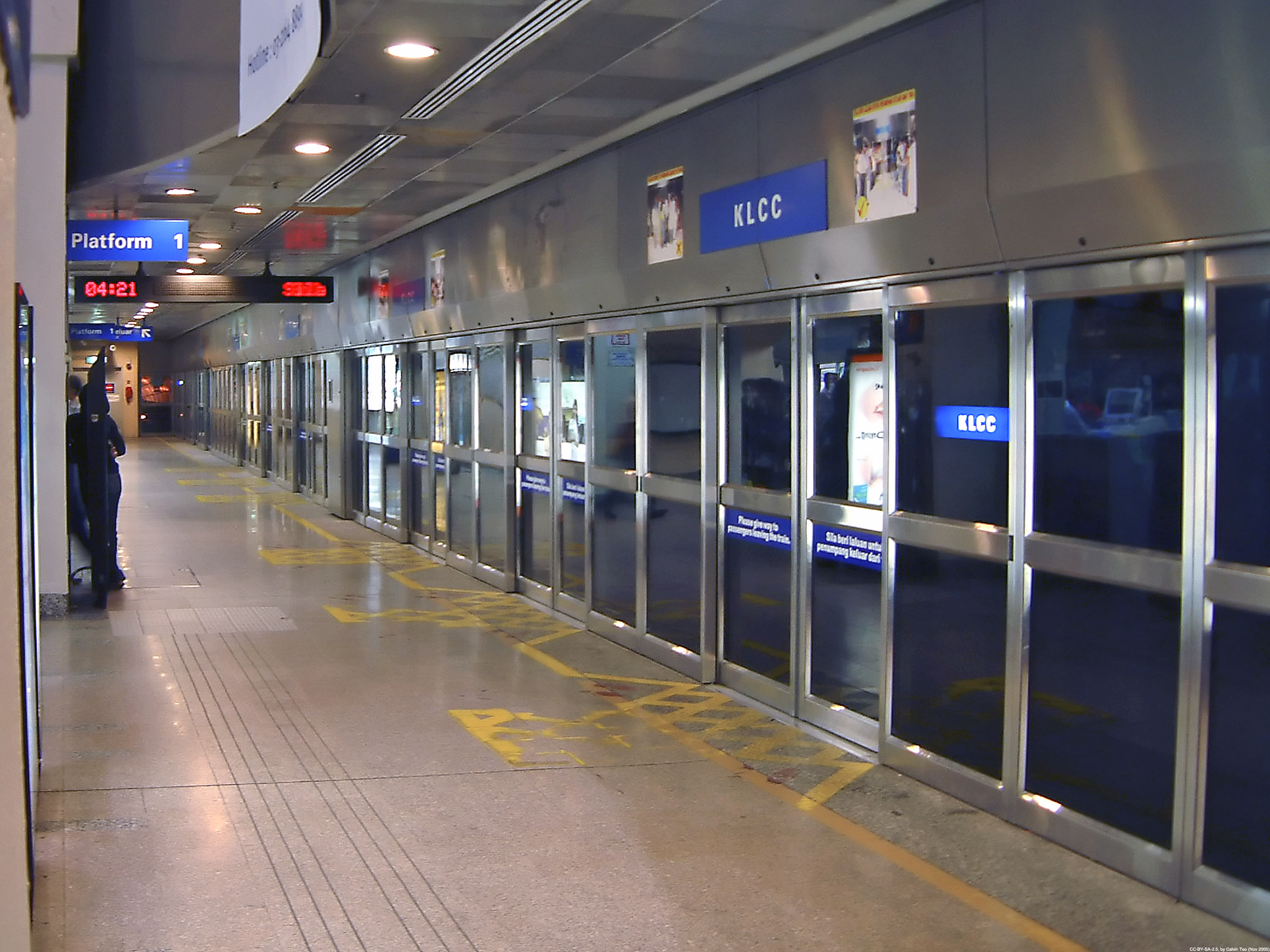
格拉那再也线城中城站的月台幕門

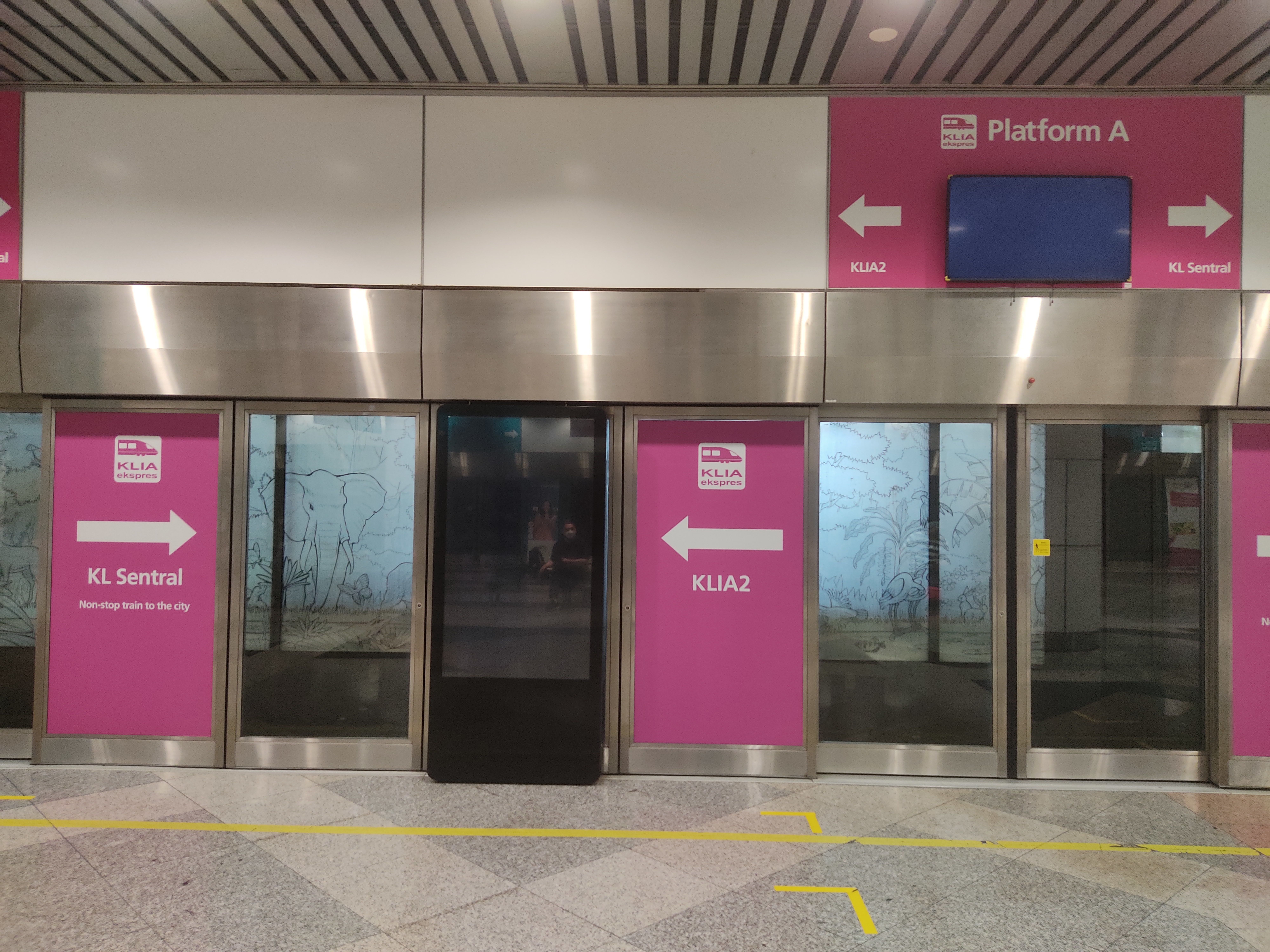
吉隆坡机场快铁吉隆坡国际机场站的高站台门

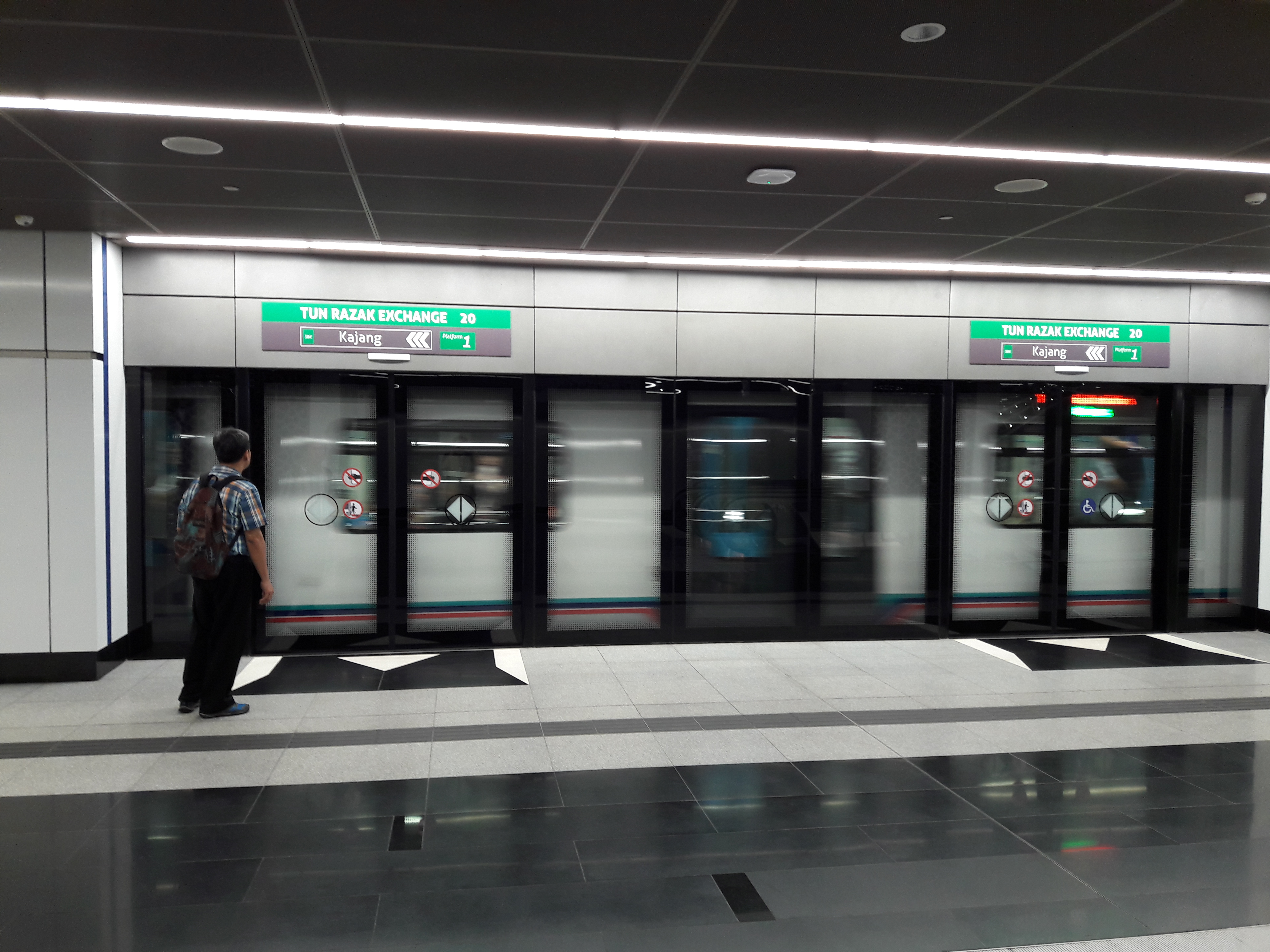
加影线敦拉萨国际贸易中心站的高站台门

##### 神戶
- 港灣人工島線
- 六甲人工島線

##### 廣島
- 廣島新交通1號線

#### 马来西亚

##### 格拉那再也线
馬來西亞吉隆坡5 格拉那再也线在全部5個地下車站均設有月台幕門，其餘車站則無月台門。

##### 机场快铁
馬來西亞吉隆坡6 吉隆坡机场快线和7 吉隆坡机场支线在机场的两個車站均設有月台幕門，其餘車站則無月台門。

##### 捷运
于2016年开通的9 加影线的地下车站都备有月台幕門。高架車站則備有月台閘門。2022年开通的12 布城线同理。

#### 新加坡

##### 新加坡地鐵

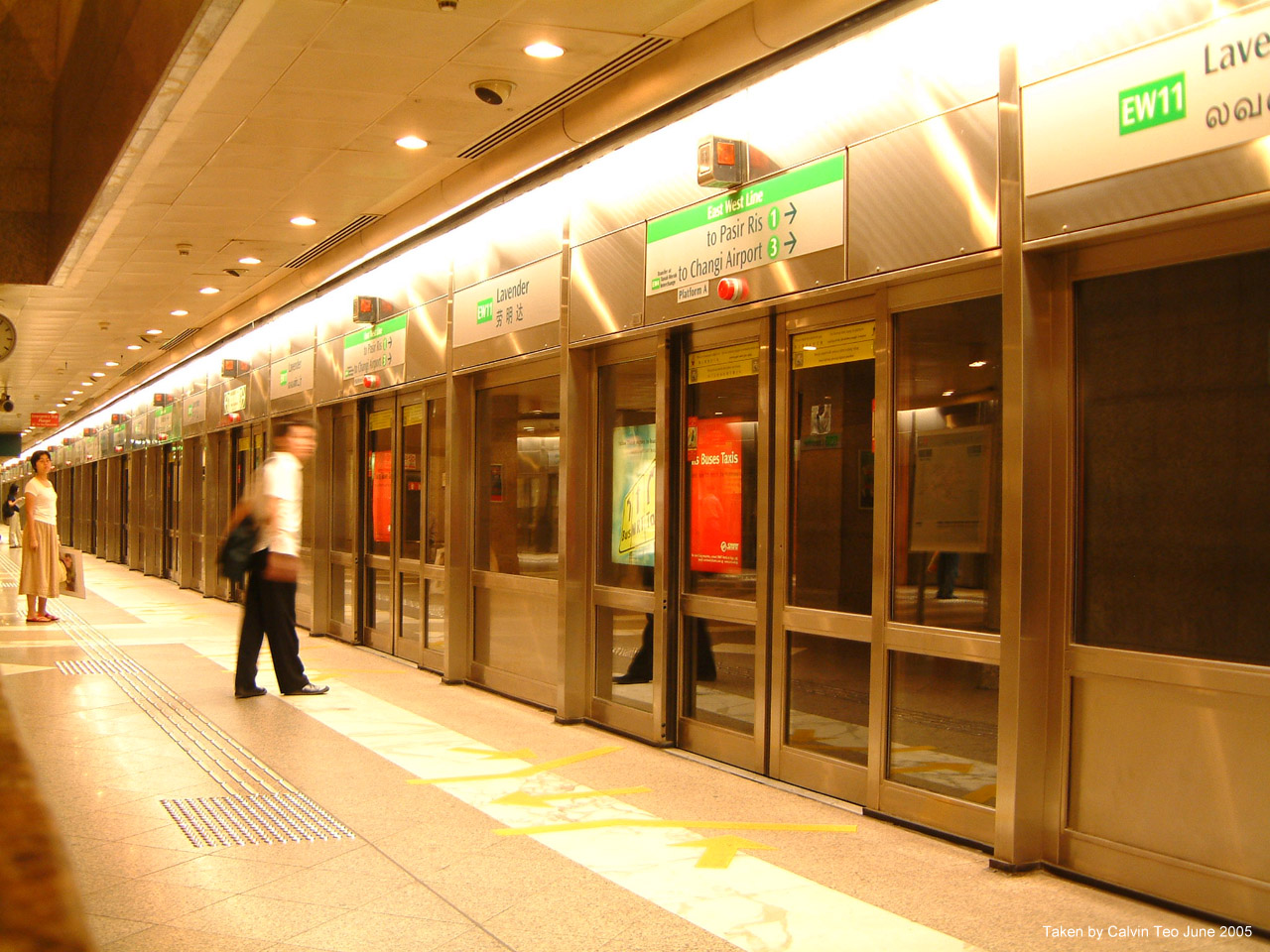
新加坡地鐵東西線劳明达地铁站的舊式氣動幕門

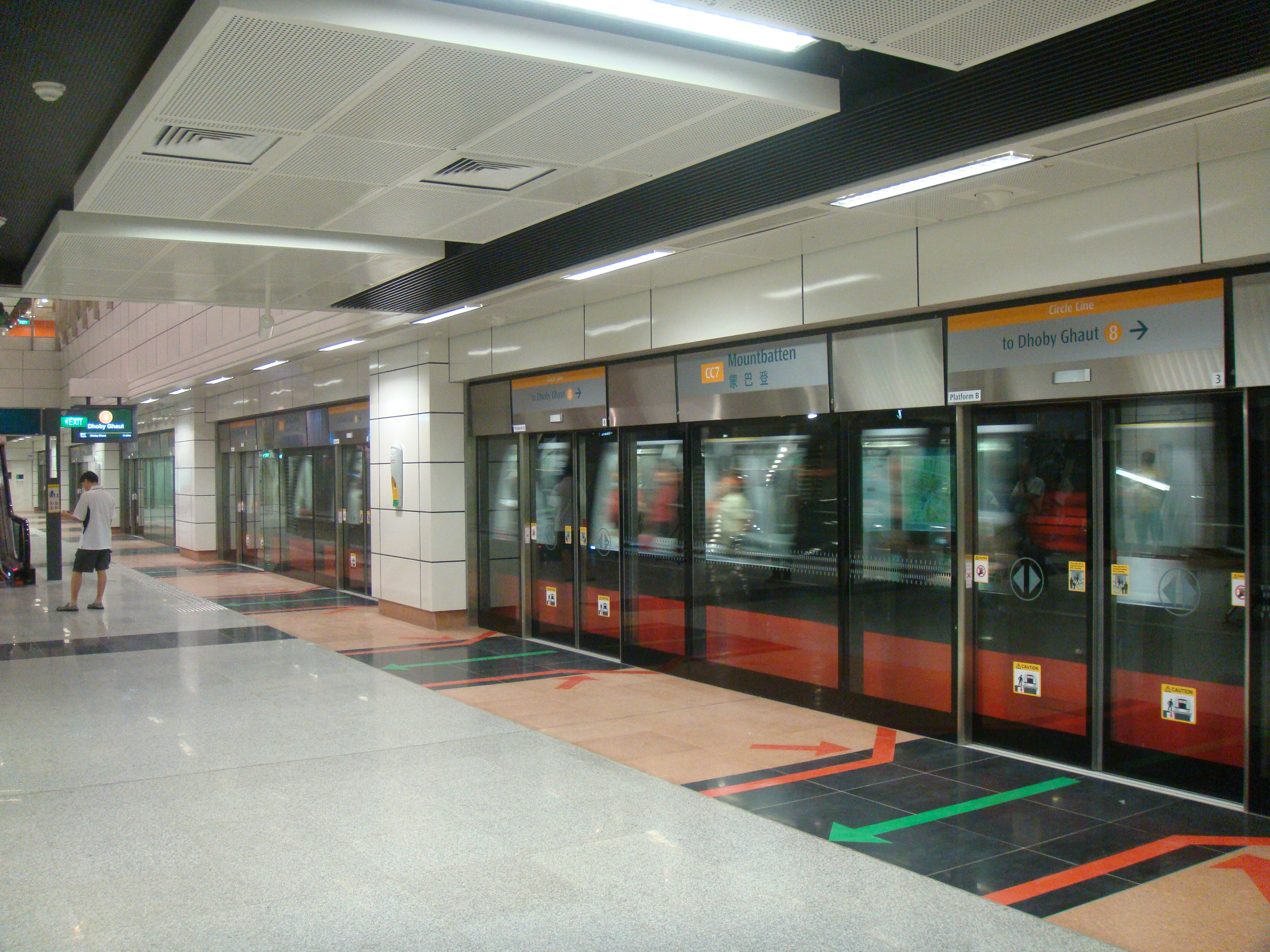
新加坡地鐵環線蒙巴登地铁站的新型電動幕門

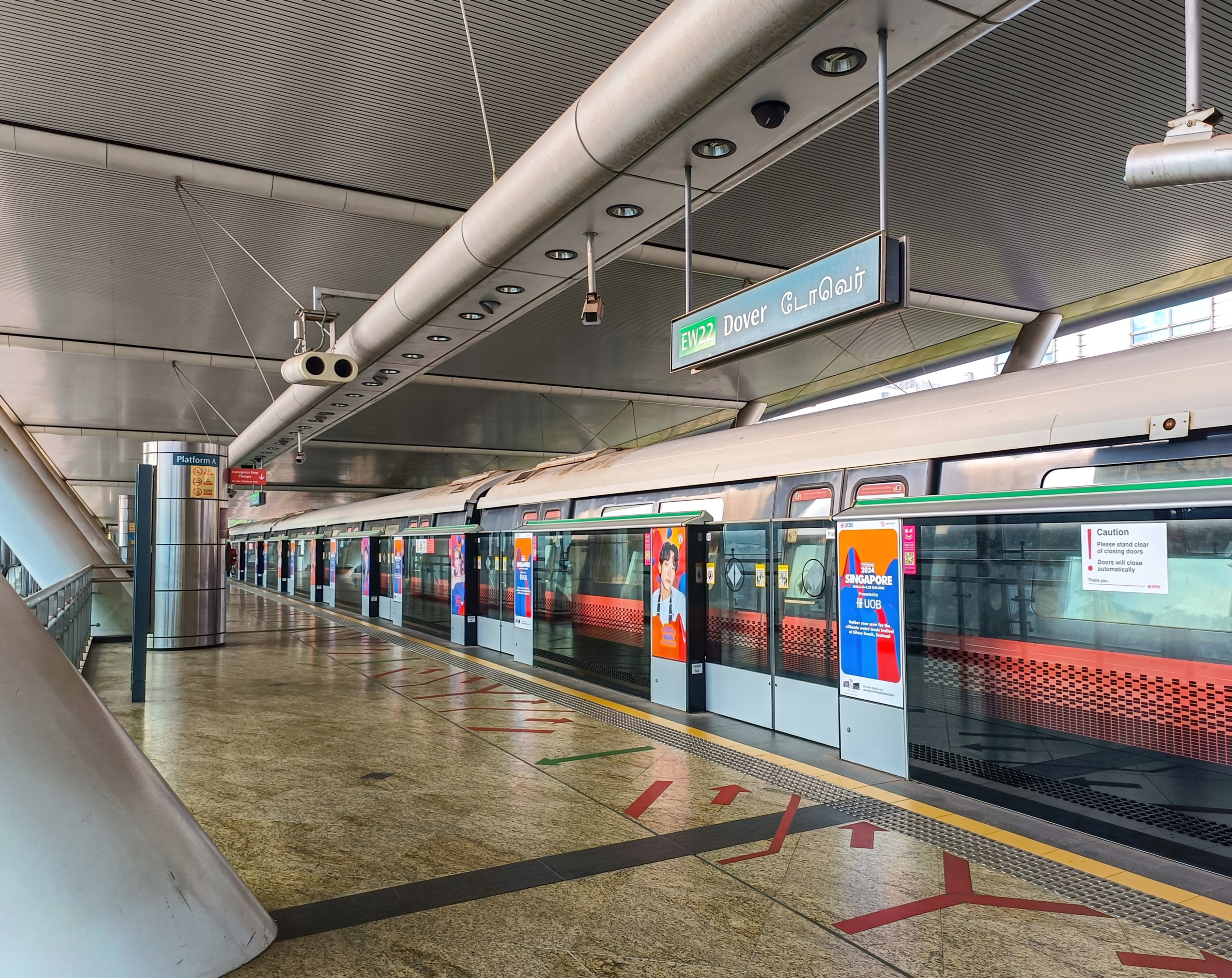
新加坡地鐵東西線杜佛地铁站的月台閘門

新加坡地鐵早於1987至1990年通車的東西線、南北線全數地下車站安裝月台幕門，是全球首條重型鐵路系統採用玻璃月台幕門。不過當時未有適合於地面及高架車站的月台閘門，因此高架車站並未裝設。其後在2000年代初期建成的線路，月台幕門均只限於地下車站才安裝。最後一批建設時無裝月台門的車站為2009年啟用的先驅及裕群站。同年，新加坡地鐵開展在兩線高架車站安裝月台閘門的工程，已於2012年完成。

##### 新加坡輕軌
新加坡武吉班讓輕軌十里廣場輕軌站（已於2019年1月13日停用）因車站設有空調系統，早已經在興建時安裝月台幕門。這個車站是新加坡唯一的輕鐵車站裝有月台門。其他輕軌站裝有簡易欄杆。

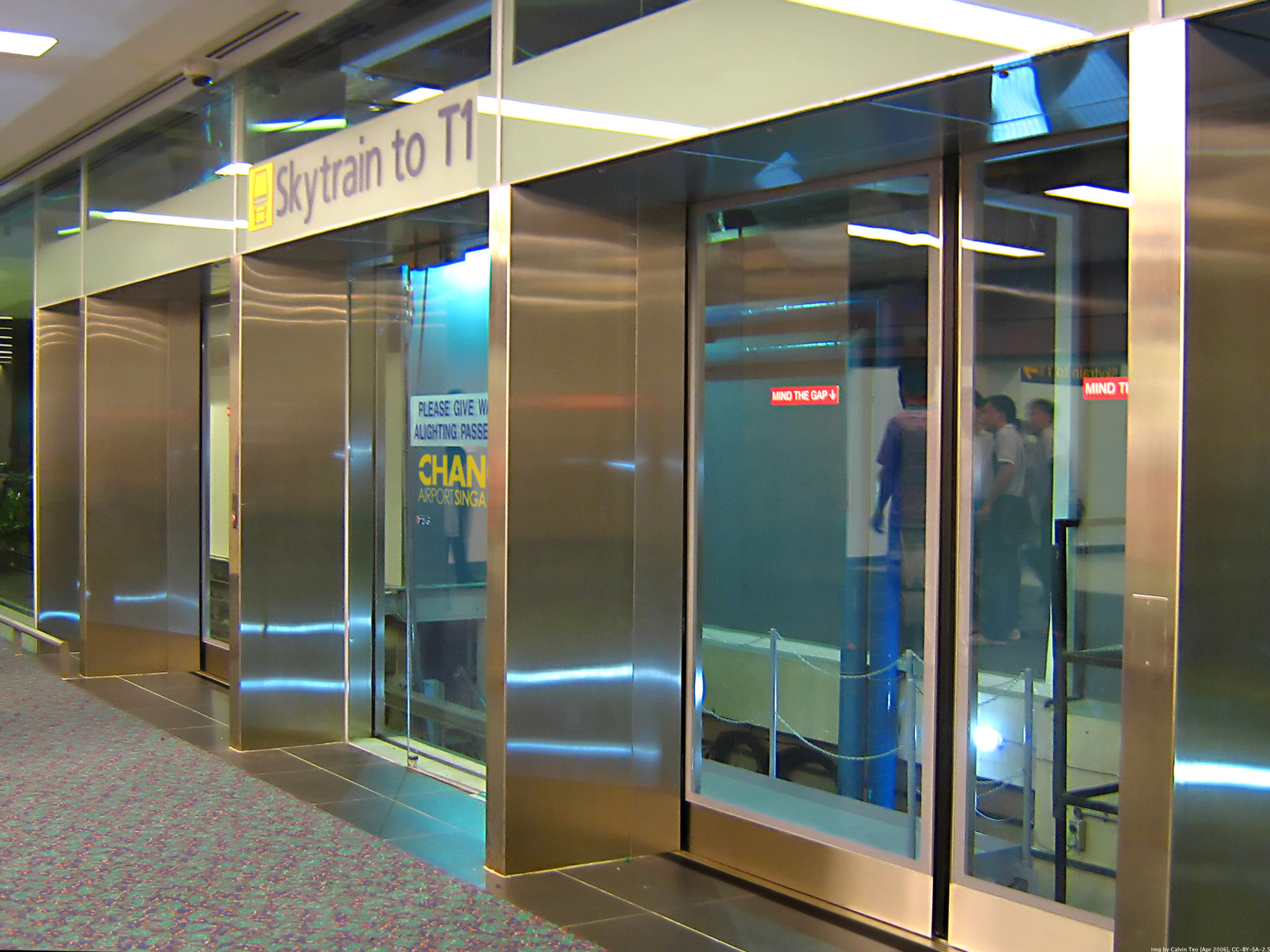
新加坡樟宜機場空中列車

##### 其他鐵路系統
新加坡樟宜機場的空中列車（Skytrain system）在系統興建時於兩個客運大樓安裝月台門。在2008年，新空中列車系統的7個車站亦裝設月台門，並取代舊有系統。另外聖淘沙捷運的聖淘沙站設有月台幕門，其他站設有月台閘門。

#### 

##### 韓國鐵道公社
干线铁道安装率为0%，广域铁道安装率为30%。

##### 首爾地鐵

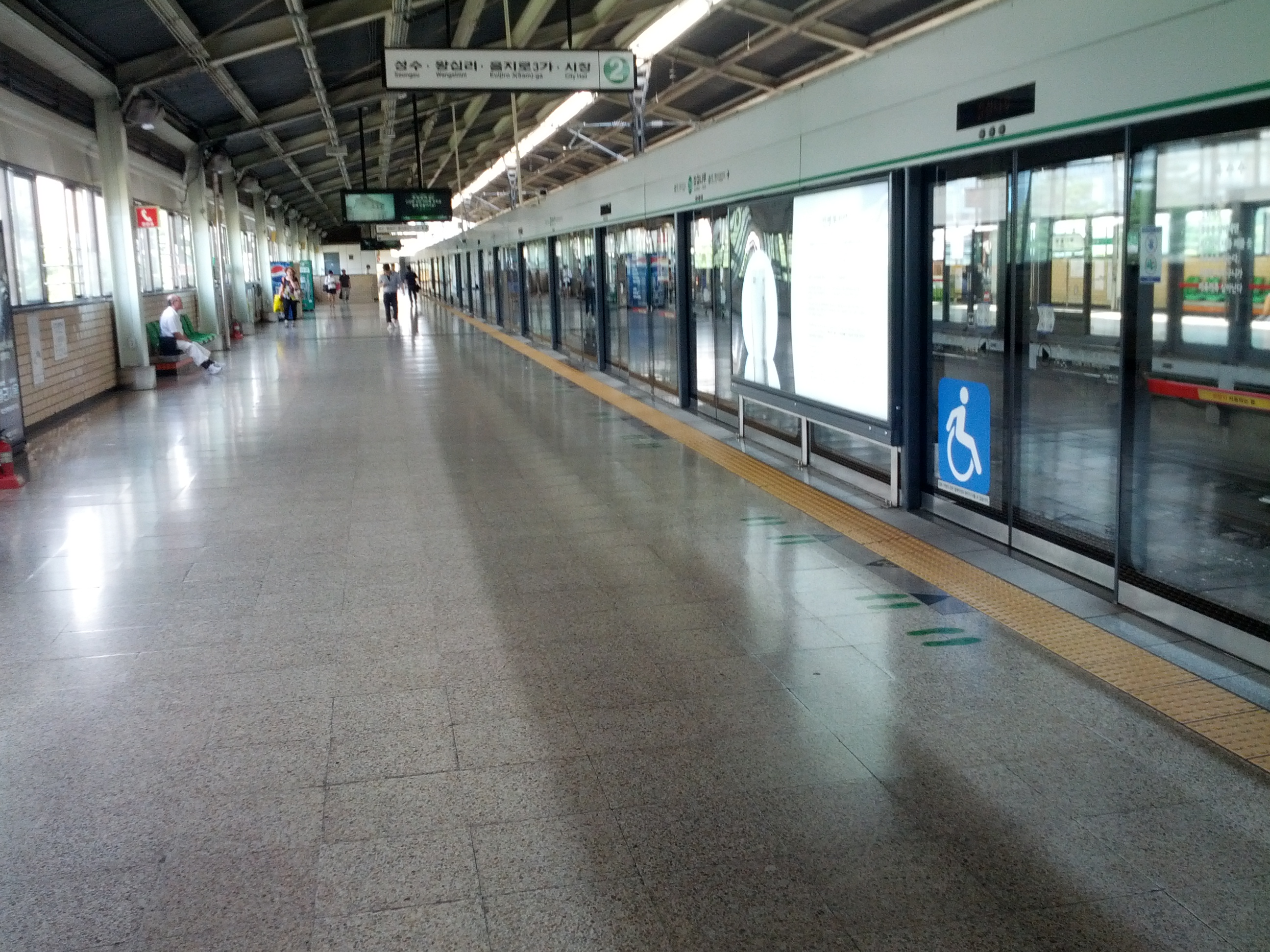
首爾地鐵2號線蠶室渡口站不完全密封月台的幕門

2005年10月20日，首爾地鐵2號線聖水支線的龍頭站開通，是首爾地鐵第一個設有月台幕門的車站。亦善用月台幕門作廣告燈箱擺放位置，增加非車務收入。不過此舉引起緊急逃生安全問題，目前於各廣告合約屆滿後陸續拆除。
從2005年12月開始，首爾地鐵陸續在各地下車站安裝月台幕門。
9號線全線車站已經在興建時安裝月台幕門。另一方面，考慮各地面或高架車站通風問題已經改善，及防止有乘客攀越月台閘門跳軌，因此除最先安裝月台閘門的江邊站及建大入口站外，其餘所有地面或高架車站一律加裝非密封月台的月台幕門。

##### 釜山地鐵
釜山鐵路公司為保障乘客安全，決定仿照首爾地鐵，在新建成的釜山地鐵3號線全線車站安裝月台幕門。部份地面或架空車站更在月台天花板與月台幕門間保留一條通風口，改善月台通風，以解決沒有空調系統車站安裝幕門通風問題。

##### 大邱地鐵
2003年，大邱地鐵遭到縱火，造成198人死亡、143人受傷的慘劇，在此以後大邱地鐵也安裝了月台幕門。

##### 仁川地铁

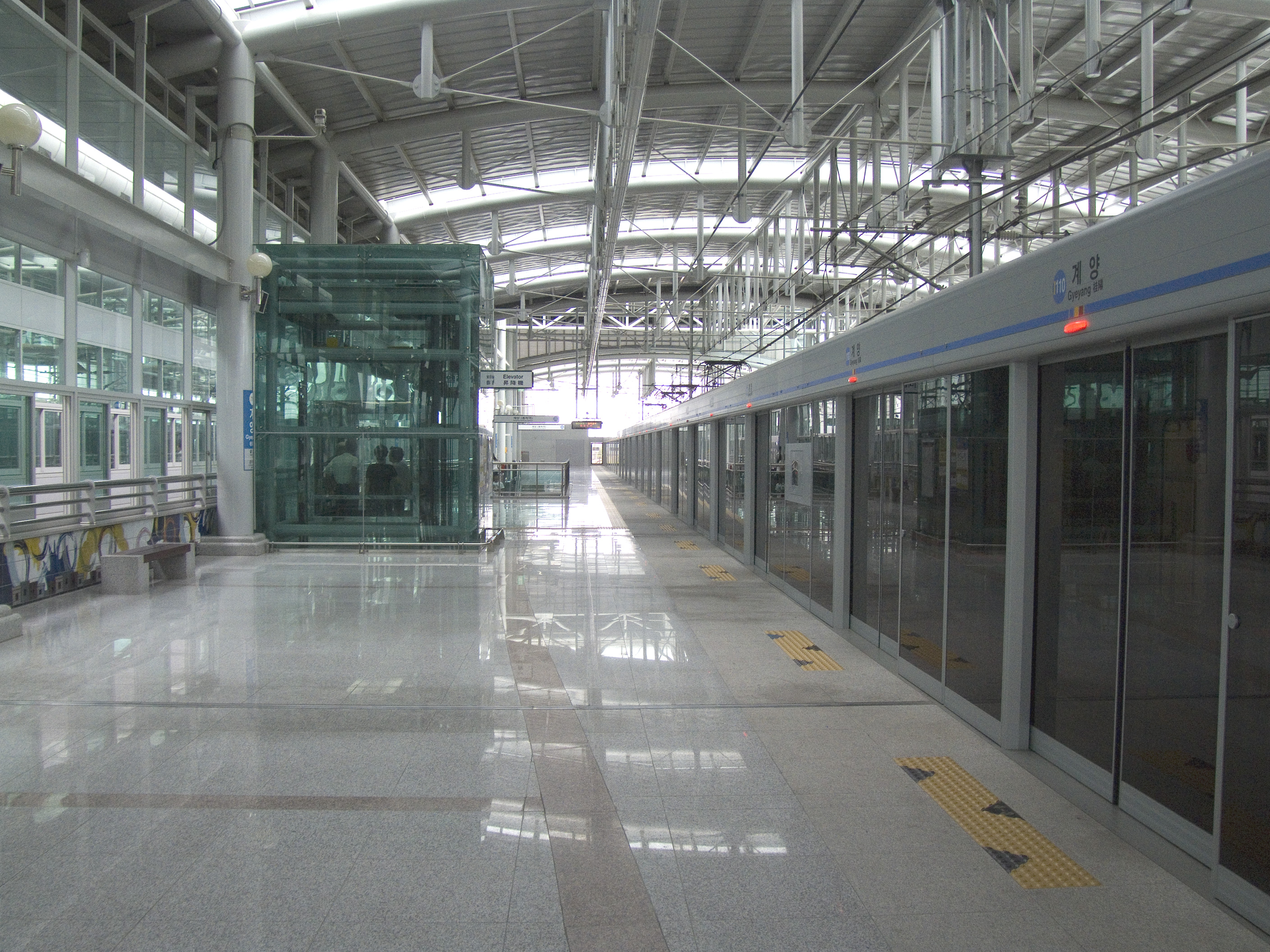
仁川地铁1号線桂陽站完全密閉幕门。

所有车站都安装了幕门。

##### 仁川機場鐵路
所有车站都安装了幕门。

##### 光州地鐵
韓國第一條安裝有月台幕門的路線不在首都首爾，而是在光州廣域市。2004年通車的光州都市鐵道1號線是韓國第一條安裝有月台幕門的路線。

#### 泰國

##### 曼谷地鐵

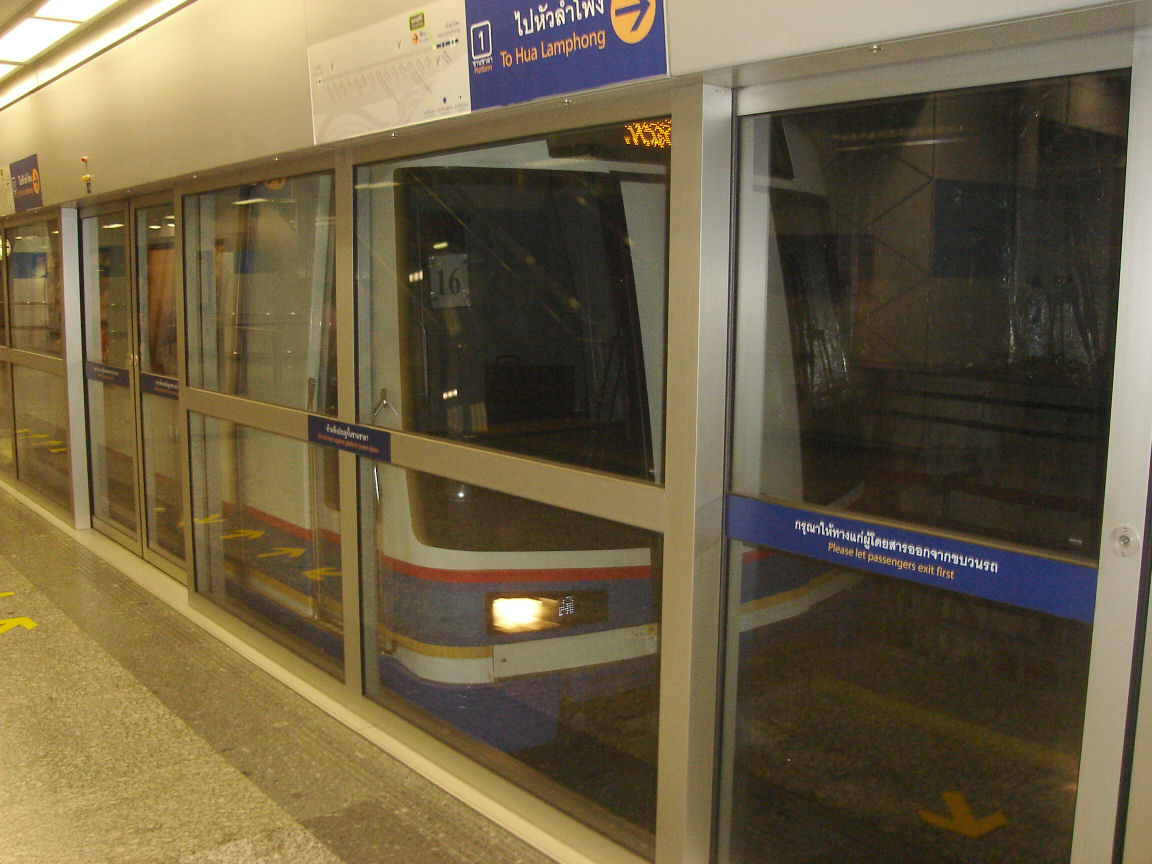
曼谷地鐵是隆站的月台幕門

泰國曼谷地鐵藍線基於安全理由，因此所有車站均在興建時安裝月台幕門。

#### 印度

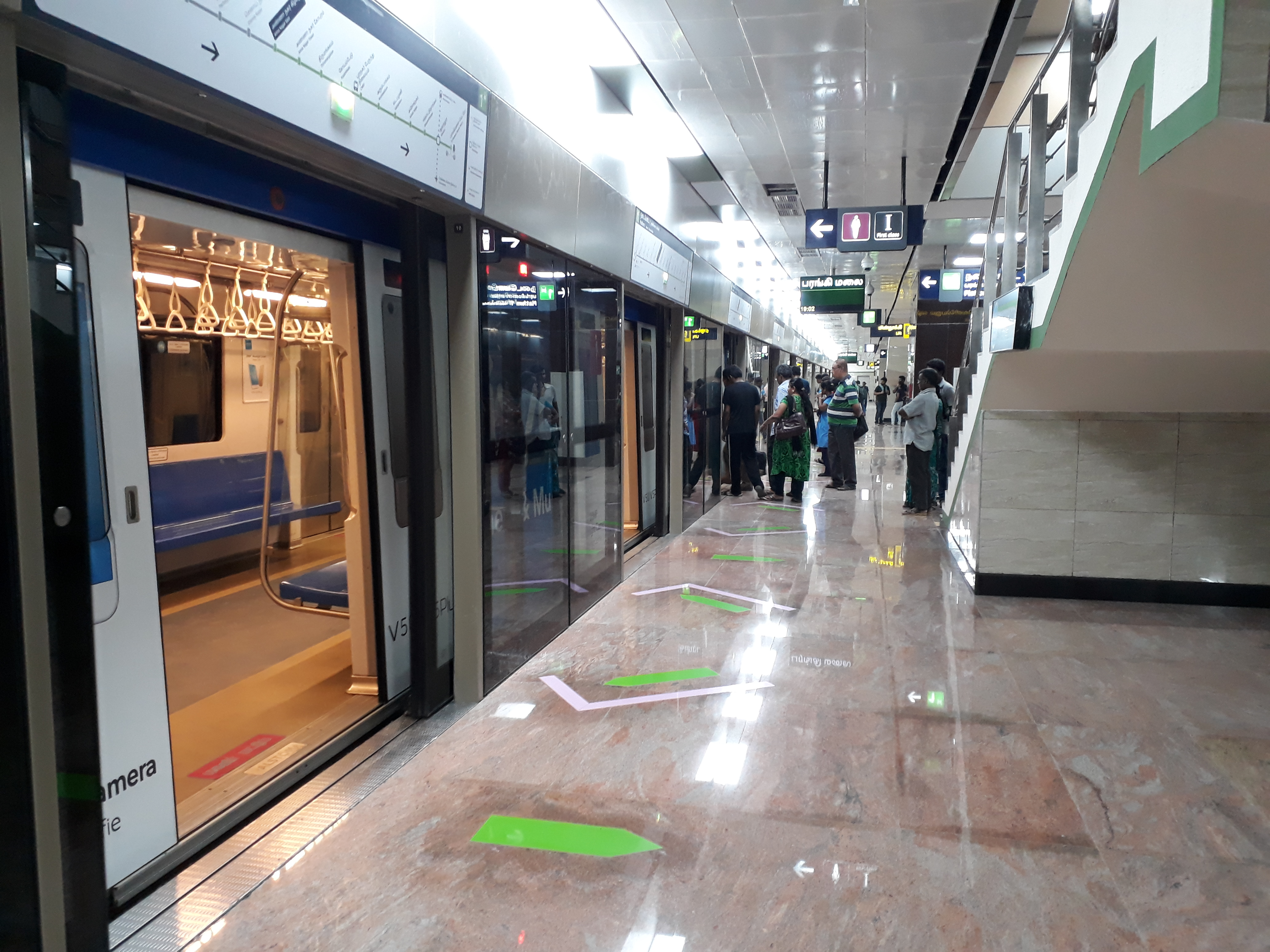
安裝在清奈地鐵地下車站的月台幕門

德里地鐵通往英迪拉·甘地國際機場的德里地鐵機場快線所有車站皆採用月台幕門，2015年11月，在德里地鐵黃線最忙碌的五個站啟用。
清奈地鐵的地下車站於通車時即啟用月台幕門，地面及高架車站則沒有月台門。

#### ARE

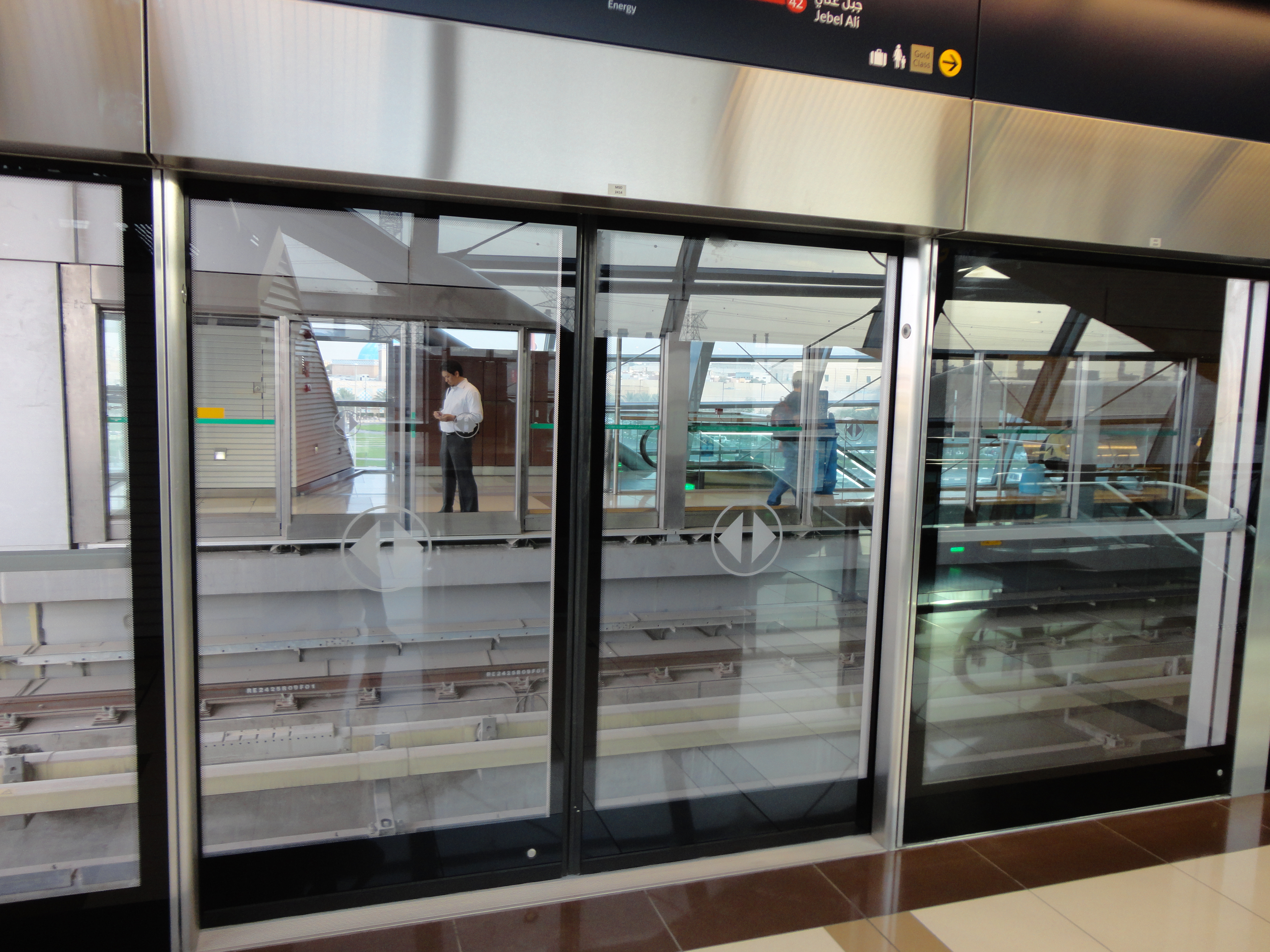
杜拜地鐵的月台幕門

#### 阿联酋

##### 杜拜
杜拜地鐵及朱美拉棕櫚島單軌鐵路所有車站均安裝了月台幕門，由克諾爾公司生產。而杜拜電車亦在所有車站安裝了月台幕門，為全球首個裝設月台幕門的有軌電車系統。

### 歐洲

#### 奥地利
維也納
維也納地鐵2號線將重建夏登托爾站至卡爾廣場站，並於2023-2024年重建期間加設月台幕門。

#### 英国
倫敦地鐵

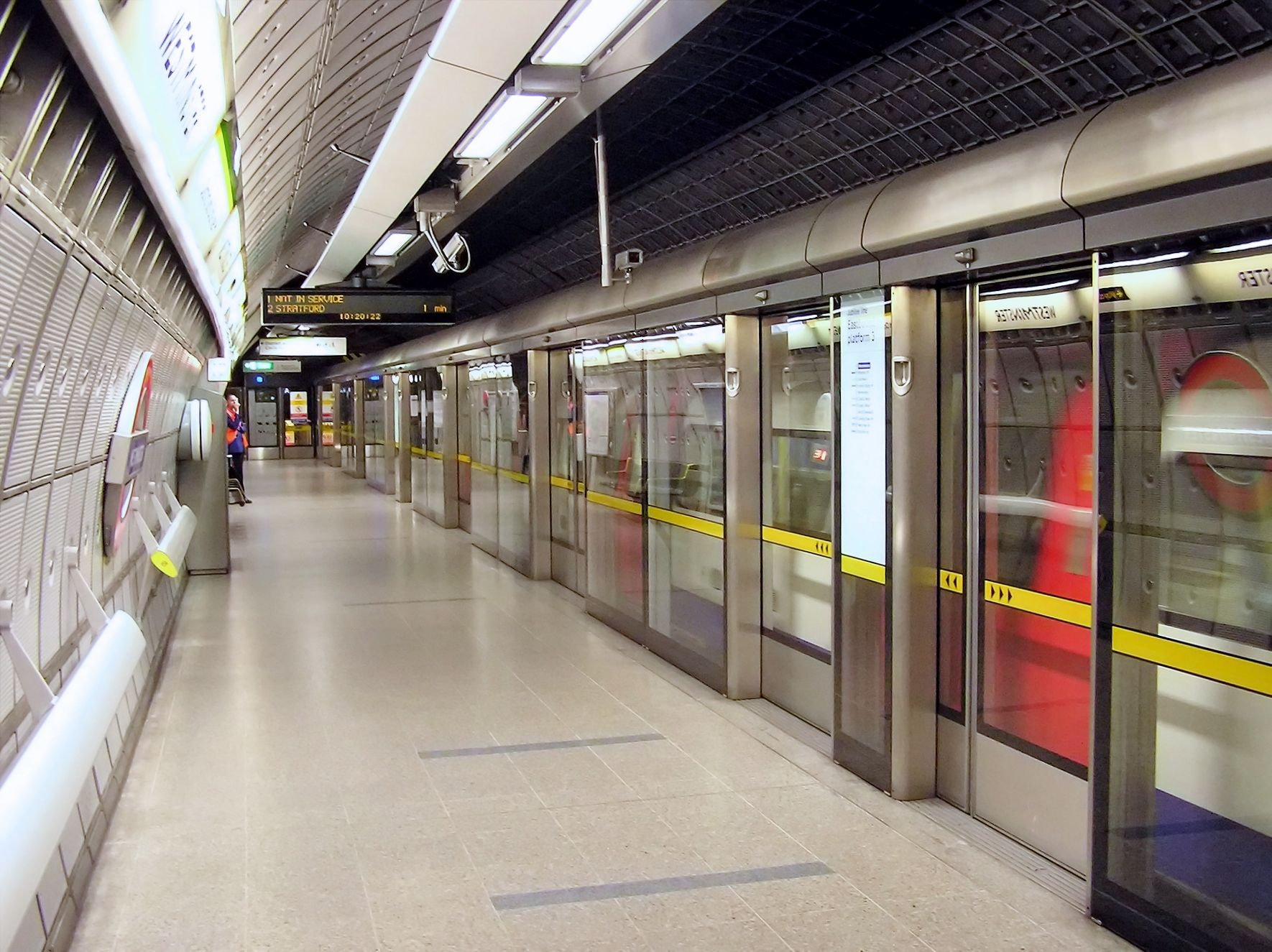
倫敦地鐵銀禧線西敏站的月台幕門

倫敦地鐵在銀禧線延線（Jubilee Line Extension）中9個新建地底車站安裝月台幕門，解決乘客墜軌意外及月台空調流失的問題。然而因成本問題，未在其他既有的地鐵站加裝月台幕門。根據「The New Tube for London」計劃，倫敦地鐵正在計劃在2020年後在現有地鐵站加裝月台幕門。
英國人習慣將全高式但沒有完全密封軌道的月台幕門稱作「Platform edge doors」（PED），意思是指「在月台邊緣所安裝的門」，而完全密封軌道則稱為Platform screen doors。
除此之外，倫敦地鐵亦計劃在深層路線車站加設月台幕門，預計在全新列車New Tube for London投入服務後安裝。
伊利沙伯線
在新興建的橫貫鐵路（伊利沙伯線）地底車站，已於車站設計時加入月台幕門並已完成安裝。與銀禧線不同，採用和港鐵相似的全高式月台幕門，以分開隧道和月台。

#### 丹麦
哥本哈根地鐵

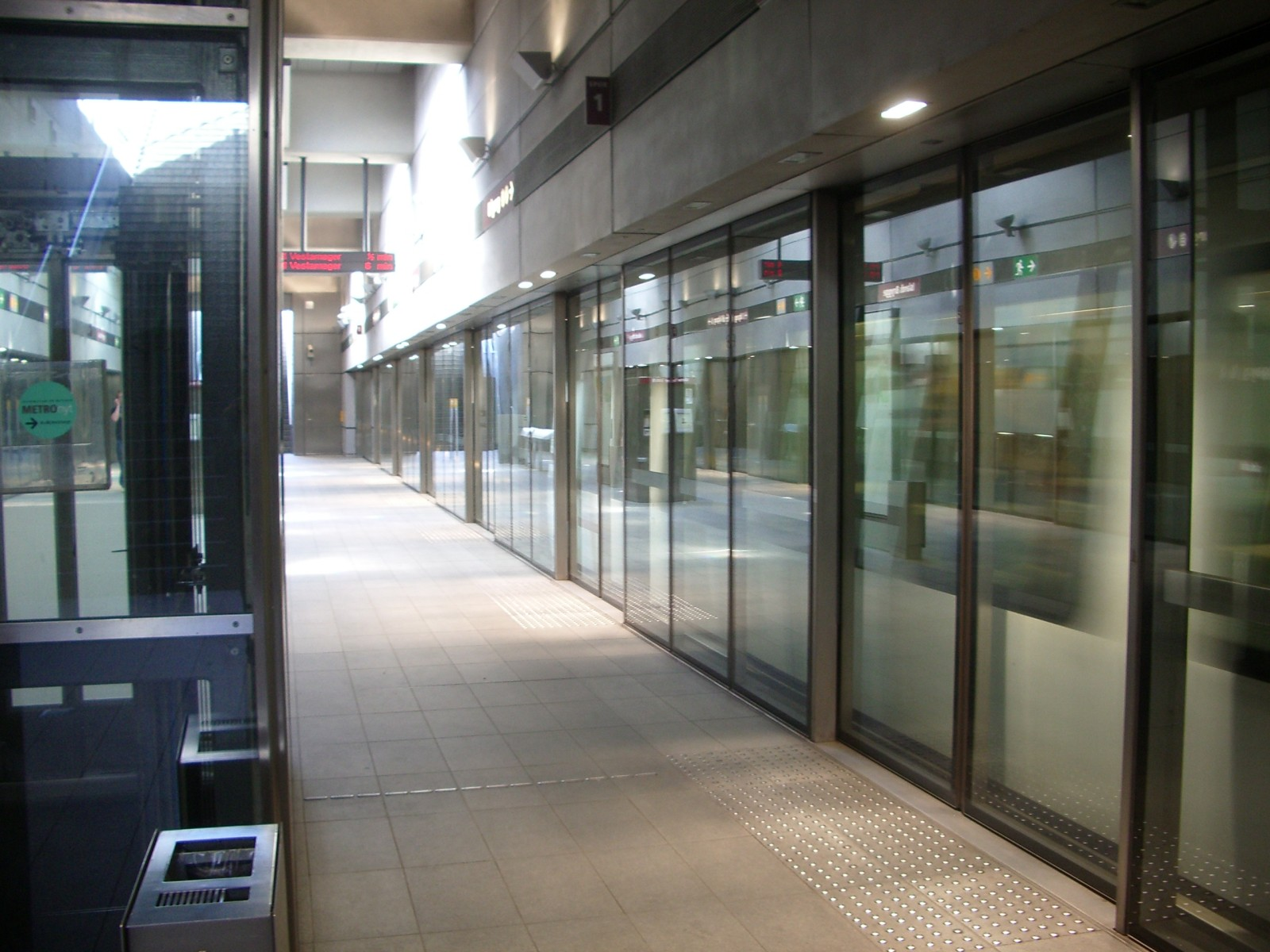
哥本哈根地鐵的月台幕門

於2002年啟用的哥本哈根地鐵，已在所有地底車站安裝月台幕門，以防止乘客進入路軌及減少月台空調流失。惟部分露天車站受設計所限，後期才加裝月台閘門。

#### 法國
巴黎地鐵

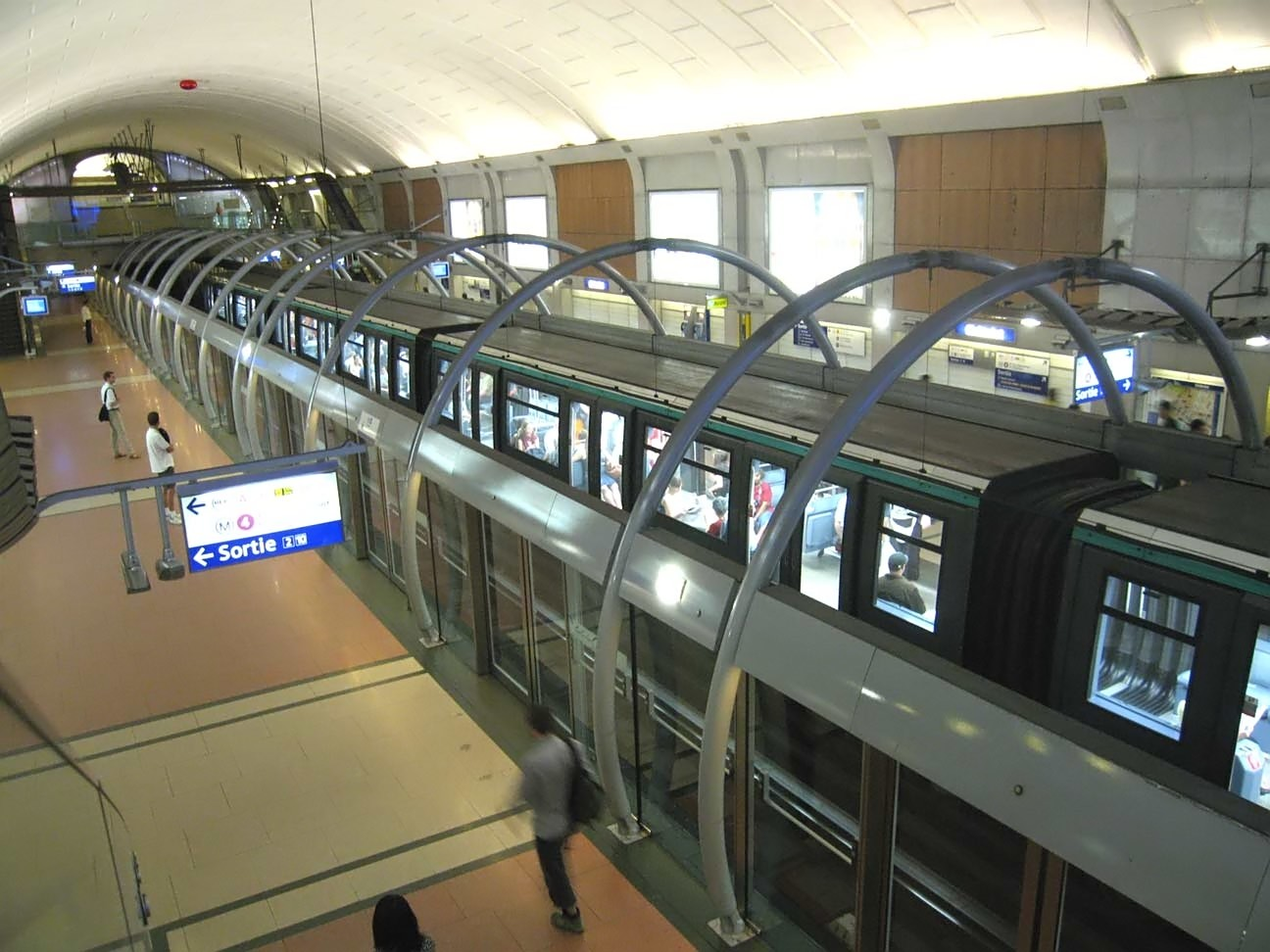
巴黎地鐵的月台幕門

在新建的巴黎地鐵14號線車站經已經安裝月台幕門，主要是防止乘客利用月台墜軌自殺或發生意外。
根据预定的列車自动化工程，巴黎地铁4號線現正安裝月台幕門。
巴黎地鐵的月台幕門幕門並非以玻璃幕牆的方式完全包圍至天花板，只是包圍至列車高度，而且月台與路軌沒有被幕門阻隔，更刻意保留月台上空的空間，讓光線射進路軌。
雷恩地鐵

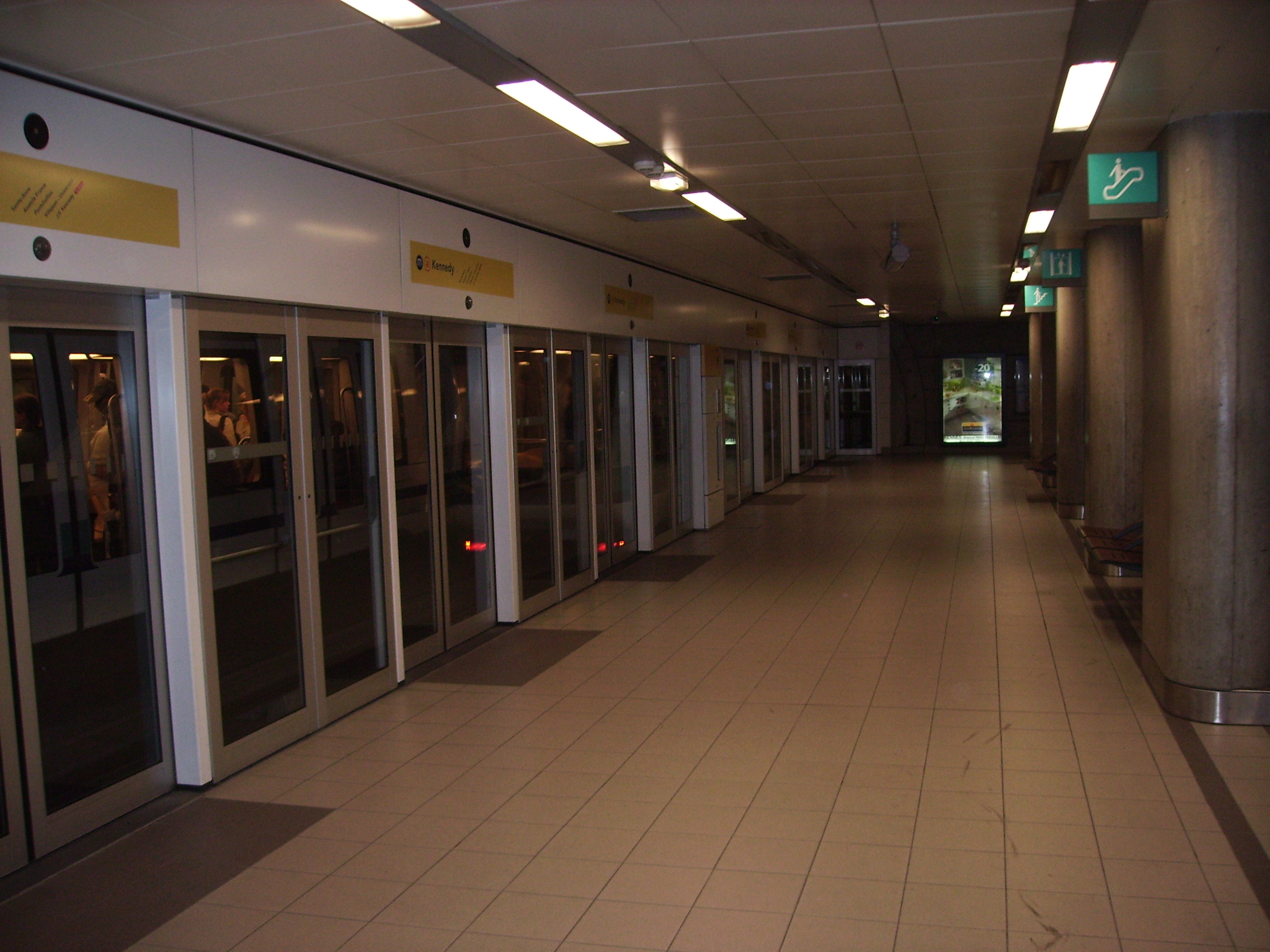
雷恩地鐵的月台幕門

由於雷恩地鐵所選用的是VAL系統，與里爾地鐵、都靈地鐵同款，一樣是一個由列車到月台設計全包的「套裝」系統。特點是採用了膠輪列車及路軌系統、全自動無人駕駛中央導航列車及安裝有瑞士凯拔公司製的自動開關月台幕門的車站。
里爾地鐵
1983年，法國的自動捷運系統里爾地鐵為全球首個採用VAL的地鐵，其生產商西門子公司考慮到無人駕駛系統若發生墮軌意外，列車未能自動緊急煞車而無法避免事故，因此向瑞士的玻璃門生產商凯拔格里根為列車月台特別訂造自動滑門完全分隔月台與軌道，成為世界上最早安裝玻璃月台幕門的鐵路系統。

#### 義大利
都靈地鐵

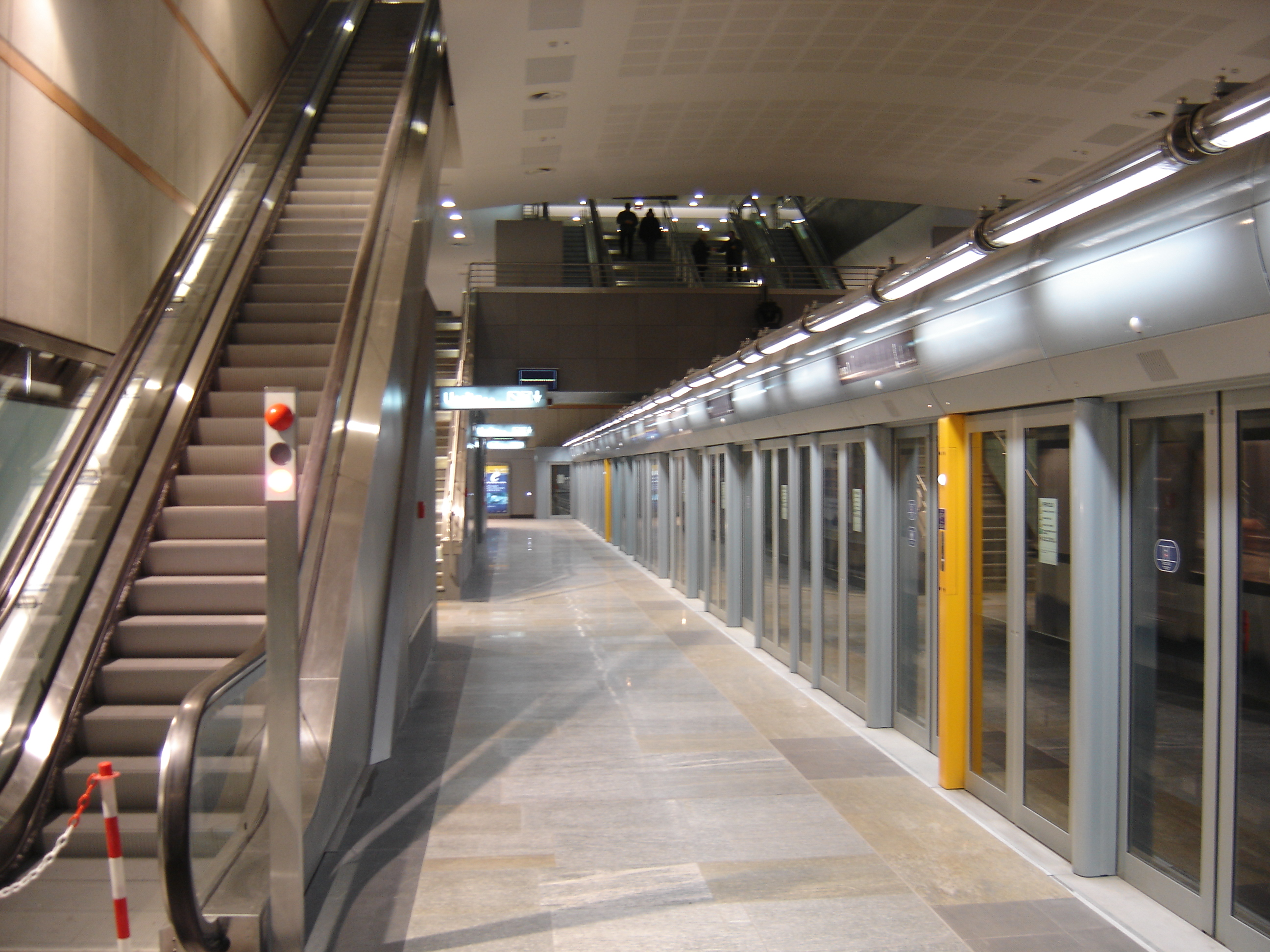
於2006年冬季奧運所攝的都靈地鐵費米站的月台幕門

都靈地鐵所選用的為VAL系統，與里爾地鐵、雷恩斯地鐵同樣是由列車到月臺設計全包的「套餐」系統。特點是採用了膠輪列車及路軌系統、全自動無人駕駛中央導航列車及安裝有瑞士凯拔格里根製的自動開關月臺幕門的車站。

#### 俄羅斯
聖彼得堡地鐵

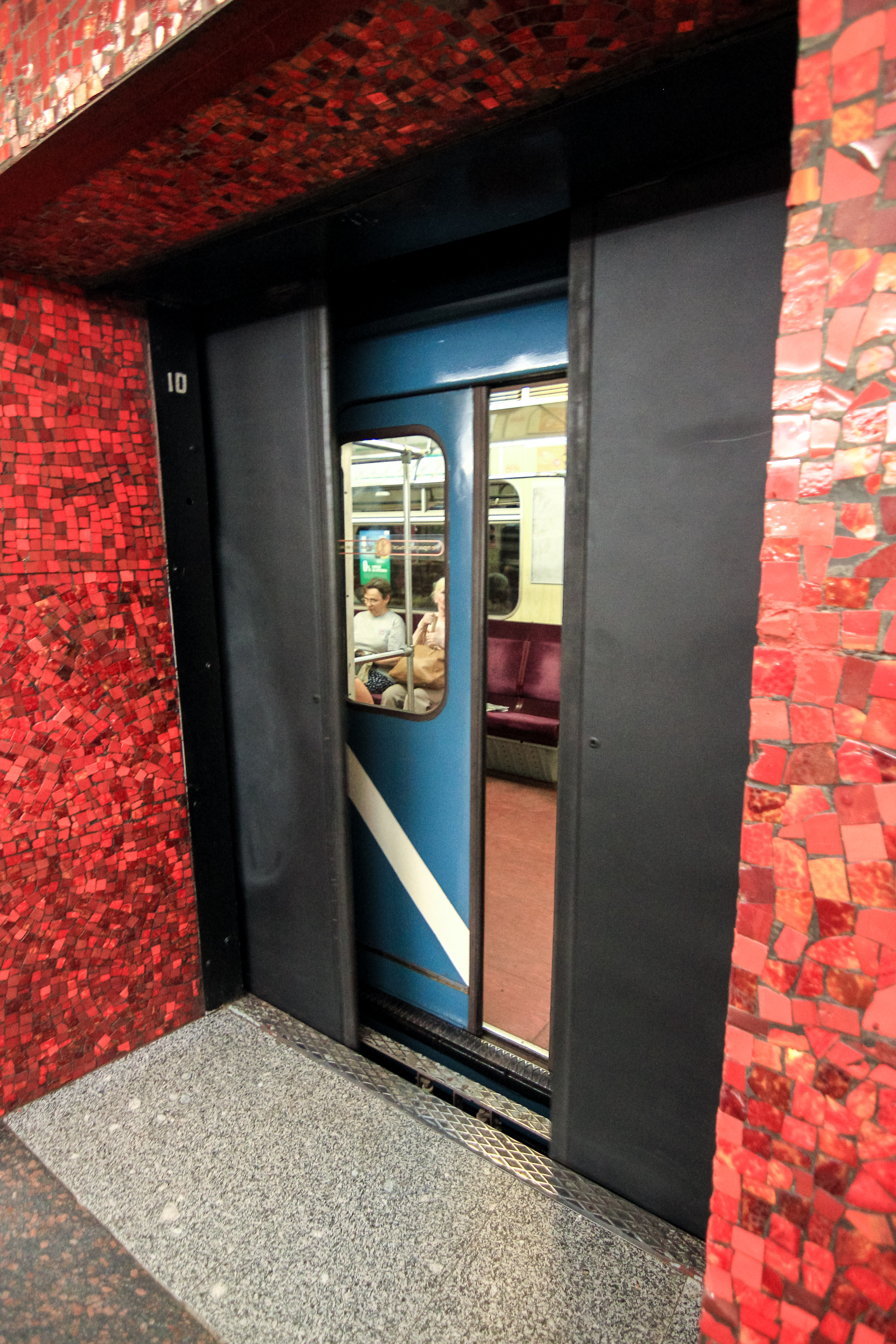
聖彼得堡地鐵的月台幕門

在1960年代，聖彼得堡地鐵曾在其中10個車站（瓦西里島站、圈樓站、馬雅科夫斯基站、亞歷山大·涅夫斯基廣場I站、洛蒙諾索夫站、耶利扎羅夫站、勝利公園站、彼得格勒站、莫斯科站、明星站）安裝一種名為「横向升降机」的設施，外觀與升降機門相若。這是世界上最早期出現的月台幕門，但因成效不大而不推廣至其他車站。
這種設施的原理大致上與月台幕門相同，唯一不同的是，這種設施並沒有使用玻璃幕牆分隔月台及路軌，而是使用由鋼所製造的鋼門，再以石牆包圍車門以外月台部份。由於月台及路軌完全被不透明鋼門及石牆阻隔，乘客無法單憑肉眼得知列車是否駛進(只能憑聆聽列車抵站的聲音才能得悉)，直至職員宣佈及開啟鋼門才能進出車廂。
2018年涅瓦-瓦西里島線北延後，新建的澤尼特站和貝戈瓦亞站都增設了玻璃月台幕門，是俄羅斯首批使用玻璃月台幕門的車站。

### 北美洲

#### 加拿大

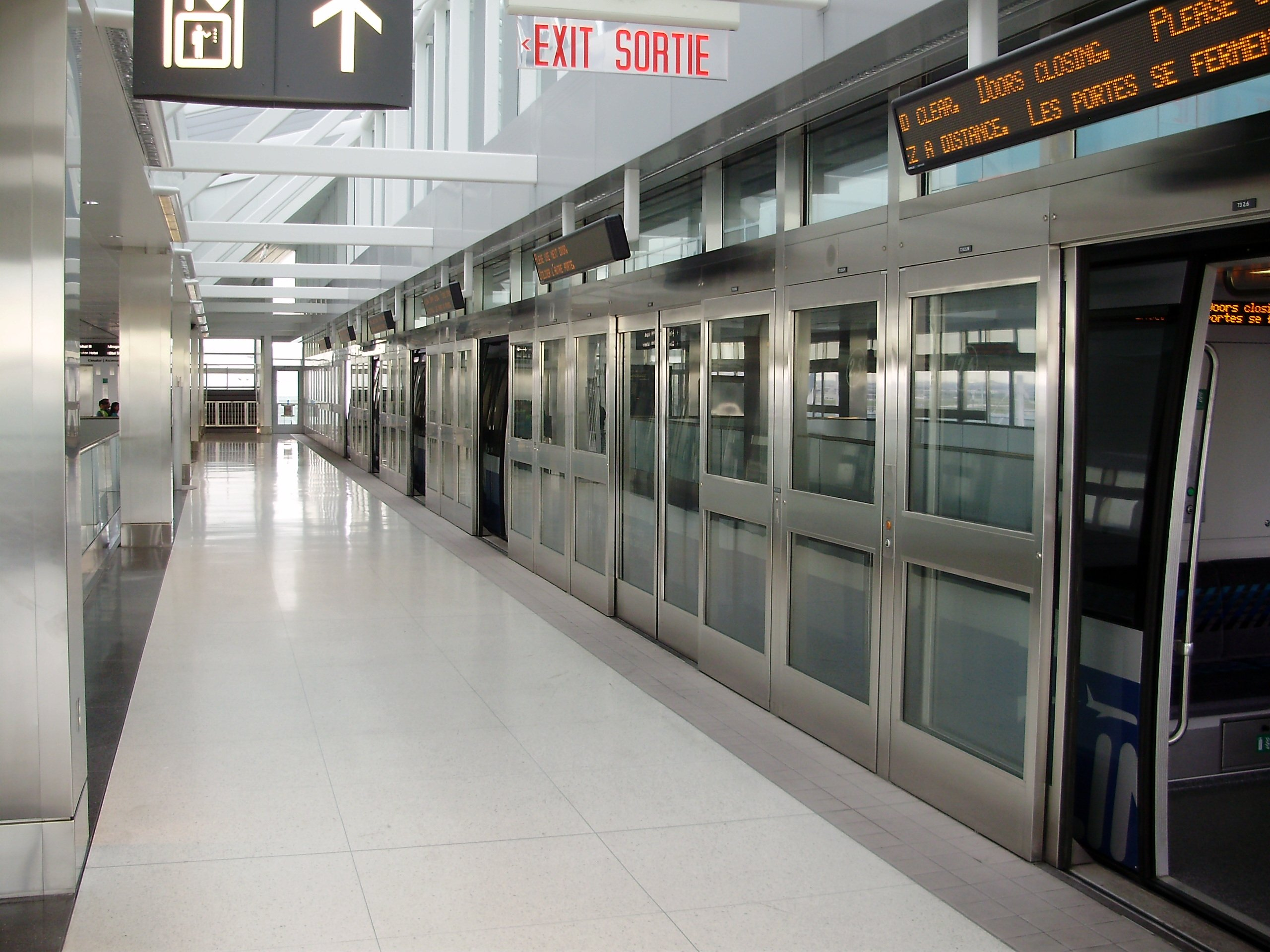
3號客運大樓車站

多倫多皮爾遜國際機場旅客捷運系統的3個車站都裝有月台幕門，同時聯合車站－皮爾遜機場快線的聯合車站及皮爾遜兩站都有裝設月台幕門。
大蒙特利爾地區正在興建中的大都會快速網絡（REM），全長67公里的無人駕駛市郊輕軌網絡，預計於2022年至2024年之間分五期通車，並在26座車站全部設置月台幕門。
由於REM預計會裝設月台幕門，蒙特利爾地鐵也計劃安裝月台幕門以解決擁擠導致的延誤。如果其採用的是月台幕門，則安裝月台幕門還可帶來一個好處。位於全地下的蒙特利爾地鐵，列車到站或離站時經常扯起大風，導致出入口的門經常被緊緊吸住。考慮到蒙特利爾地鐵有兩種列車同時營運，較舊的MR-73列車每側4門，而MPM-10列車每側只有3門，故此在MR-73列車全面退役前不太可能安裝月台幕門。

#### 美国

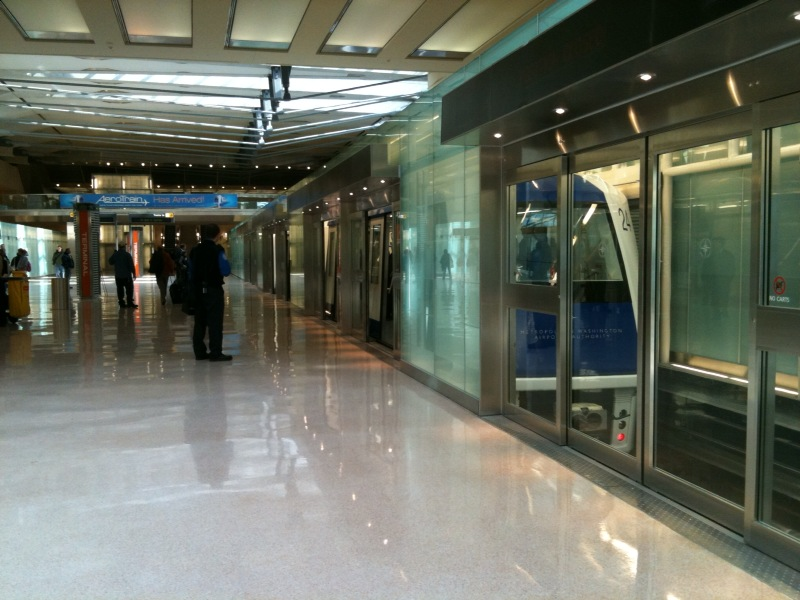
華盛頓AeroTrain的月台幕門

在美國，月台幕門僅某些機場聯絡軌道系統或極少數輕軌設有。如紐約甘迺迪國際機場捷運、美國國會地鐵、拉斯維加斯單軌鐵路和華盛頓特區AeroTrain。
紐約地鐵曾多次發生墜軌事故，紐約市民及關注組織近年已多次要求地鐵安裝月台幕門，惟遭當局以成本高為理由拒絕（原先紐約地鐵計劃在兩條延長線的新站加裝月台門，最終亦未能成事）。惟隨著墜軌事件不斷增加，大都會運輸署在2016年12月開始考慮在42街接駁線的車站試驗加裝月台門。
而2022年建成通車的檀香山軌道交通將為美國首個裝設月台門的重型鐵路系統。

### 南美洲

#### 阿根廷
布宜諾斯艾利斯
布宜諾斯艾利斯地鐵D線預計將在安裝CBTC系統後也安裝月台幕門。

#### 巴西
聖保羅

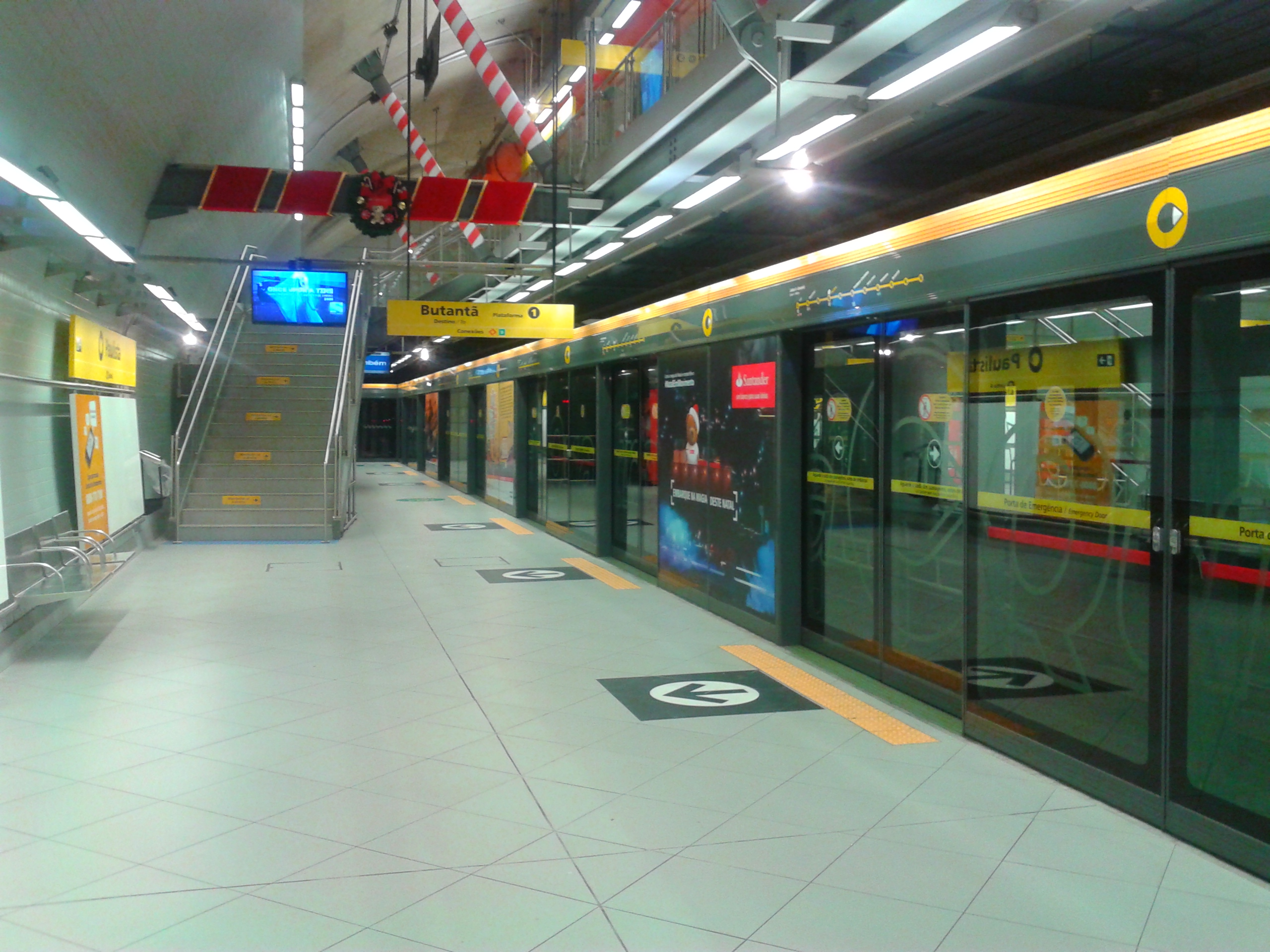
拉丁美洲第一條全自動交通路線聖保羅地鐵4號線聖保羅人站的月台幕門

聖保羅地鐵的月台幕門於2010年在薩科馬站首次出現。截至2019年，聖保羅地鐵6條路線當中有5條已設置月台幕門，4號線和15號線已全線安裝。月台幕門也在2號線、3號線和5號線部分車站安裝。預計在2020年末在全部5號線車站安裝完成，1、2、3號線的41座車站預計在2021年末安裝完成。
其他城市
月台幕門亦設於RIT BRT的管子車站以及自2016年起於拜薩達桑蒂斯塔輕軌安裝。

#### 智利

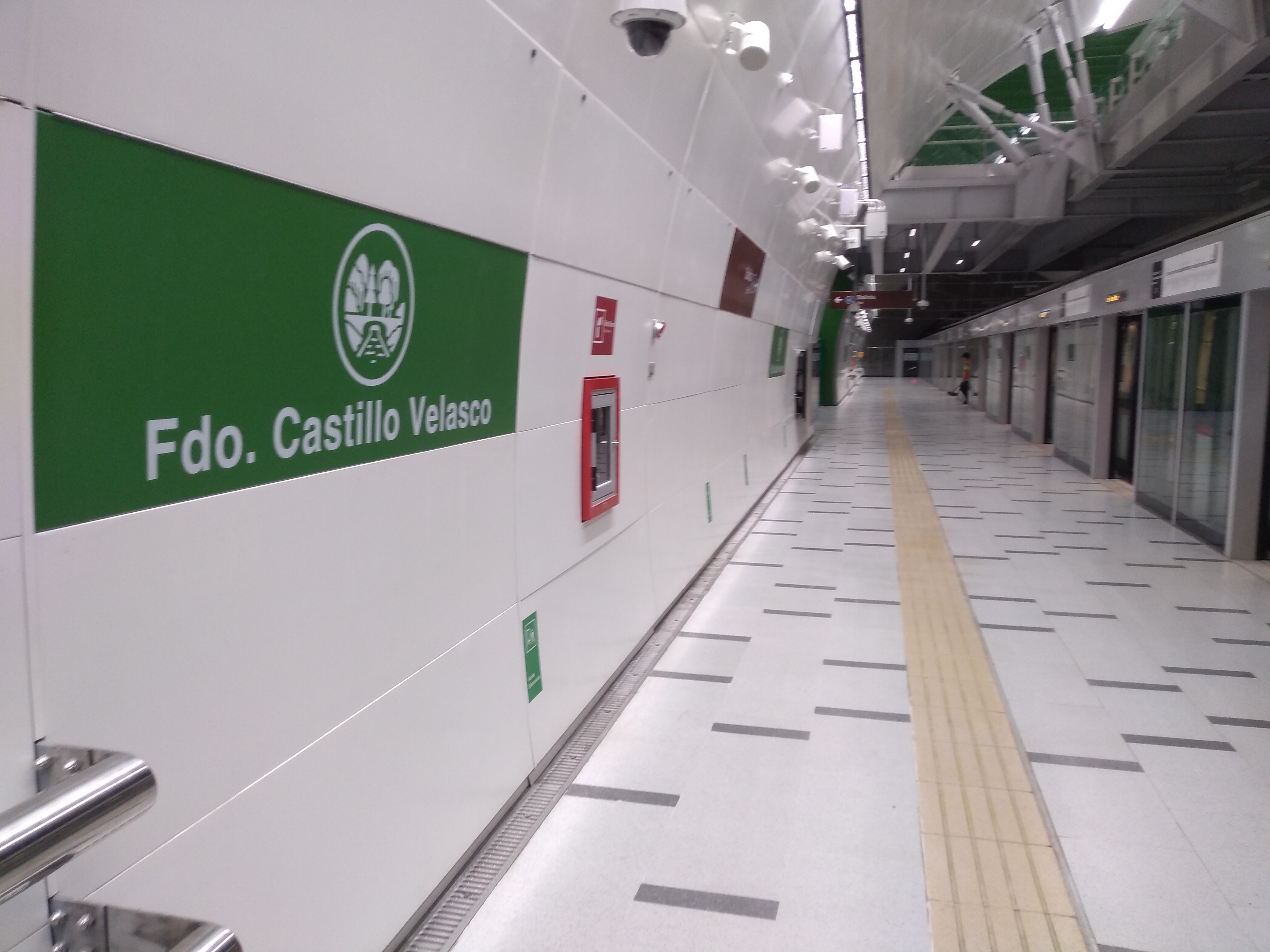
聖地牙哥地鐵3號線（英语：Santiago Metro Line 3）的費爾南多·卡斯蒂略·維拉斯科站（英语：Fernando Castillo Velasco metro station）
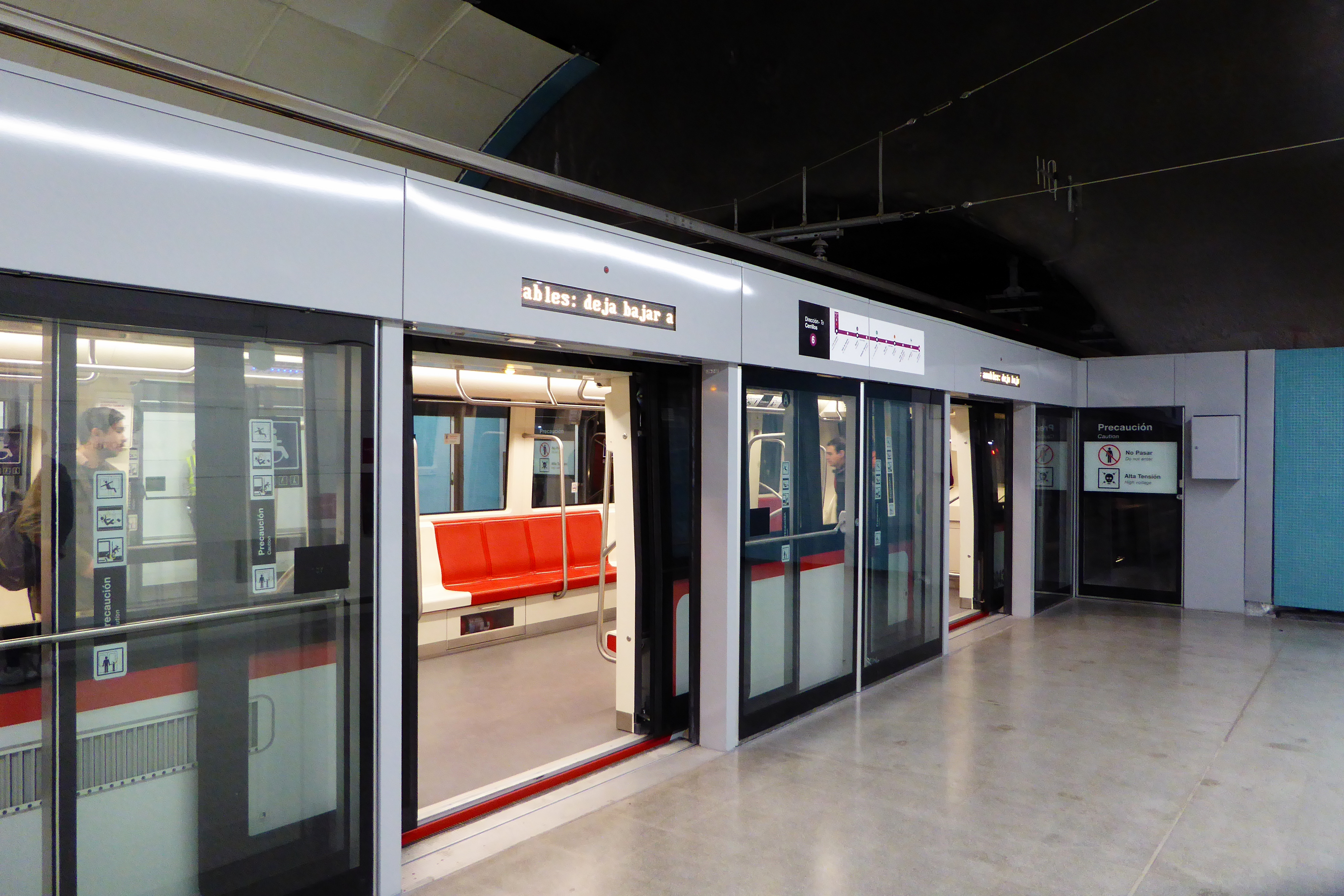
聖地牙哥地鐵6號線（英语：Santiago Metro Line 6），2017年11月通車，是拉丁美洲最現代化的地鐵路線之一

月台幕門現時用於聖地牙哥地鐵3號線與6號線。

### 大洋洲

#### 
悉尼
悉尼地鐵西北線是悉尼地鐵的首段，於2019年5月通車，是澳洲第一條全自動地鐵系統。大部分地下車站都設有月台幕門，而既有的車站則安裝月台閘門。
墨爾本
預計於2025年通車的都市隧道將在地下車站設有月台幕門。墨爾本城市鐵路將改用高容量地鐵列車，門距將與月台幕門相同。
布里斯班
預計於2024年通車的布里斯班跨河鐵路，將在新的地下車站設有月台幕門。